# JR東日本E231系電力動車組
E231系電力動車組（日语：／ E231-kei densha */?）是東日本旅客鐵道（JR東日本）的一個直流電用一般型電力動車組系列，是第一代「新系列車輛」（209系）的後繼型號，用以汰換首都圈和關東地方多條路線中老化的通勤型電力動車組（如103系、201系、205系和301系）並汰換近郊型電力動車組，如113系和115系。
E231系由JR東日本及東急車輛製造共同開發，車輛設計則由自209系開始為JR東日本設計列車的GK工業設計（由榮久庵憲司領導）負責。除了東急車輛外，川崎重工業和JR東日本屬下的新津車輛製作所也有承造此系列的各型號列車。E231系共生產了2,632輛，截至2012年2月仍是JR東日本擁有車輛數目最多的列車系列。
E231系的試製車於1999年3月開始營運，並於同年獲鐵道友之會選為第47屆桂冠獎得獎列車之一。而量產車則於2000年3月開始營運，並有五個主要番台區分（包括近郊型）。
E231系是一個非常成功的电力通勤动车组系列，除了為衍生直交流電兩用型號E531系、關節式轉向架列車E331系、交流電列車E721系和後繼型號E233系及E235系建立良好的技術基礎外，日本多家大手私鐵在設計其新一代通勤列車時，也參考了E231系的設計。詳情請參閱衍生型號一段。
此外，E231系在節能減碳方面也有顯著貢獻，並令JR東日本獲得2006年度预防地球暖化運動環境大臣表揚獎（綠色技術應用和普及組別）和第16屆地球環境大賞文部科學大臣獎。

## 系列規格
在E231系前，JR東日本及其前身日本國有鐵道在首都圈的路線可分為兩種：服務首都圈內地區的通勤路線和連接首都圈和近郊地區的近郊路線。一直以來，這兩種路線所使用的列車，一般都是围绕着但分開設計，以適應不同路線的需要。可是，在國鐵分割民營化後，JR東日本已成為一家上市公司。為了對股東負責，需要減省成本開支。
而事實上，雖然通勤型列車和近郊型列車的編組長度不同，但在設計上其實非常相似（相異點在於性能需求和車廂配置）。為了減低設計、生產和維修成本，JR東日本決定設計一種性能上能同時適應兩種路線的列車。為了顯示E231系與以往的各型列車並不相同，JR東日本把E231系自成一個類別（即「一般型電力動車組」），不屬於通勤型和近郊型。

### 車體
E231系的車體設計沿用E217系（也應用在209系500番台）的寬車體（闊度：2,950毫米）。這種共用車體的方式令車體能被大量製造，這樣就能減低車體的生產成本。而800番台列車則因為要遷就東京地下鐵路段隧道較窄的環境，需使用窄車體（闊度：2,800毫米）。另外，車體離地高度從上一代的1,180毫米，減低至1,165毫米（900番台除外），令列車和月台的高度（1,100毫米）逐漸接近。這樣能令乘客（主要是行動不便和携帶大件行李的乘客）上下車時更方便。
所有車體均以輕量化不鏽鋼製造，而車頭結構則沿用上一代以玻璃钢製造的蓋板。車窗方面，由於209系的單塊密封式車窗引來不少批評（主要是事故後車廂空氣不流通而引致乘客不適），因此E231系的車窗一般都改為大小兩塊的設計——小的一塊是固定車窗，而大的一塊則容許乘客自行開合，藉此加強空氣流通。近郊型半對向式座位配置的車廂則因要遷就對向式座位而採用一大兩小共三塊的設計——小的兩塊安裝在兩邊；大的一塊安裝在中間。但車廂連接端的車窗、車頭的第一個車窗及綠色車廂和6門車廂的車窗則因大小不同而沿用單塊密封式車窗設計。而車窗玻璃的塗料和209系的比較，除了阻隔紅外線的能力較強，也有阻隔紫外線的能力（900番台除外，因900番台的車窗玻璃沿用209系的組件），塗料的顏色也有所不同（209系：灰色，E231系：綠色）。透過減少紅外線透入車廂內，令日間的車廂溫度不會大幅度上升，也就減少對電力的需求。而減少紫外線透入車廂內則能省略窗簾結構，降低製造成本。
而製造制度方面也和上一代新系列車輛一樣，容許製造商以自己的方式製造車輛。因此不同的製造商的產品之間在細節及車體外觀（如部件接合點、雨水疏導溝、內部裝潢組件等）上均有些微差異。此外，由於部分型號生產期較長，隨著一些新技術研發成功，JR東日本會在生產過程中微調設計，令同一番台區分但於不同時期製造的列車也在外觀上有少許差別。
與上一代車輛比較，E231系安裝了較大的排障器。2005年起，隨著新設計（V字型）的強化型排障器開始製造，新製列車（均為近郊型）均改用新型排障器。而已開始營運的列車也於2007年起陸續更換新型排障器，以減低列車在平交道事故中所受的損害。

### 機件
第一代新系列車輛有兩個型號：209系和E217系。作為通勤型列車的209系，為了擁有在市區行駛時需要的足夠加速度，犧牲了最高速度（齒輪比：7.07，最高速度：每小時110公里，起動加速度：每秒2.5公里每小時）。而作為近郊型列車的E217系，則為了能高速行駛，犧牲了加速度（齒輪比：6.06，最高速度：每小時120公里，起動加速度：每秒2.0公里每小時）。
為了使列車適合兩種路線，E231系的設計揉合了兩種第一代新系列車輛的規格。通過採用性能更高的電動機（轉速更高的MT73型電動機）和變頻器（電動機控制系統），編組方式和上一代新系列車輛相同（4M6T）的E231系通勤型列車能兼顧高加速度和極速表現（齒輪比：7.07，最高速度：每小時120公里，起動加速度：每秒2.5公里每小時）。而部分路段對列車性能要求更高，故500番台和800番台的編組中增加動力車比例，以提升列車的性能表現。近郊型列車的起動加速度（每秒2.3公里每小時）不及通勤型，但仍比E217系有所提升。
轉向架和209系一樣，動力車廂（生產編號均以開首）採用DT61系轉向架，而無動力車廂（生產編號均以開首）則採用TR246系轉向架，兩者均為軸梁式無枕梁轉向架。近郊型列車由於需要長時間高速行駛，綠色車廂（生產編號均以開首）均安裝了車廂減擺器，避免轉向架帶動車體擺動，令乘客感到不適。而近郊型其他車廂則已預留安裝減擺器的位置，待有需要時安裝。此外，所有車頭（生產編號均以開首）均安裝了停車制動裝置，長期停泊時不需再使用止動楔固定列車。
E231系的制動系統和上一代新系列車輛一樣，採用電傳操縱空氣制動和再生制動，動力車在停定前均可通過再生制動抵銷部分加速時所消耗的電力。而山手線用500番台及用以和東京地下鐵東西線相互直通運行的800番台則採用了再生制動效果更佳的純電子制動。此外，全線E231系也安裝了緊急制動系統和緊急列車保護裝置，在意外發生時減低損害。空氣壓縮機則採用在209系、E217系表現良好的德國Knorr-Bremse製低噪音渦卷式壓縮機。
集電弓方面，全線列車均採用PS33系列單臂式集電弓（量產車均PS33B型），摺疊後車身全高為3,980毫米。令全線E231系列車均可在狹窄隧道眾多的高尾站以西中央本線路段行駛。
而E231系的最大技術突破是把車上所有機器（緊急制動系統除外）的控制裝置均整合至一個稱為列車資料管理系統（Train Information Management System，簡稱TIMS）的系統。而所有機器的狀態和運作數據均會通過RS-485纜線（傳送速度：2.5Mbps）傳送回系統，並顯示在主控台的TIMS專用液晶顯示器上。在製造層面，這個系統大幅度簡化了車廂的配線，故能節省工時和車輛的製造成本。在行駛層面，駕駛和乘务员均能通過屏幕隨時得知列車的情況，而系統的自我診斷功能也能協助首班車车長簡化離廠前的檢查程序。維修方面，系統的自我診斷和運作紀錄功能可協助修理員了解裝置的情況和找出問題所在，令檢查和維修工作更快完成。

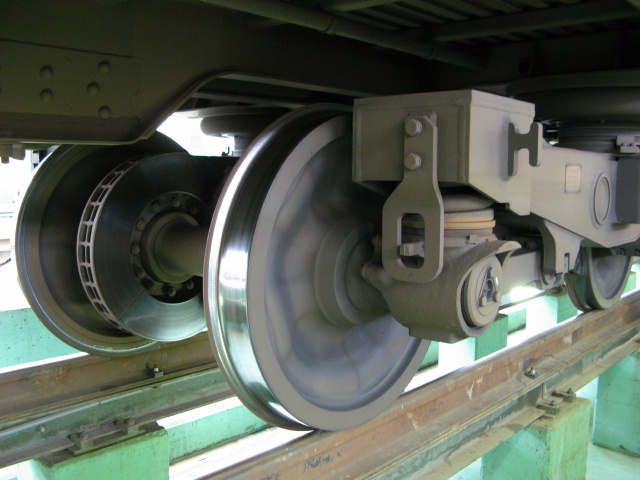
近郊型的TR241系轉向架
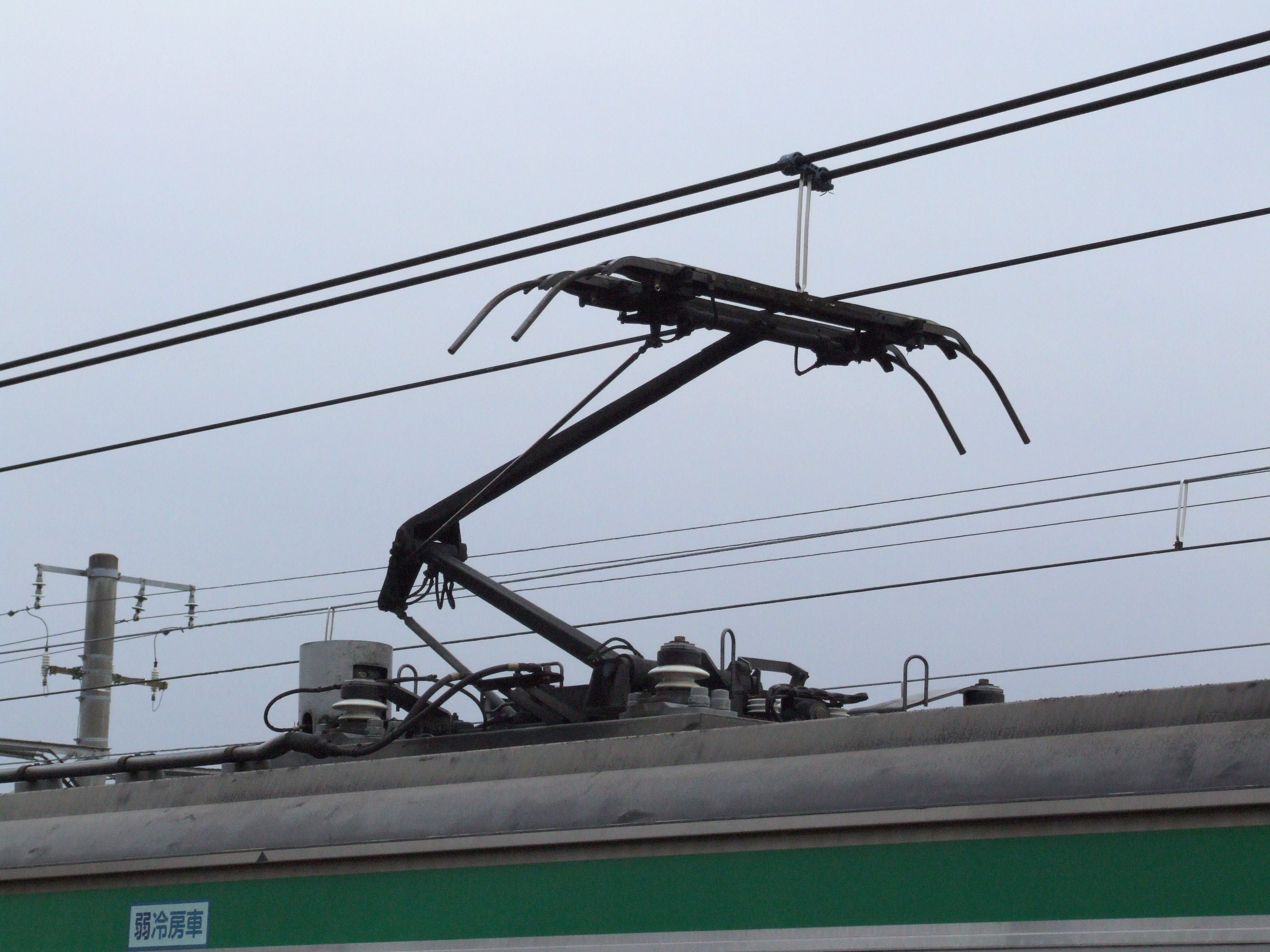
PS33B型單臂式集電弓

### 車內設備、廣播系統
E231系的車廂設計基本上沿用209系的規格，如車門的開關提示聲沿用209系、E217系和E501系的版本。但同時也有對設計作出一些改進。例如E231系降低了吊環扶手和行李架的安裝高度（吊環扶手降低20毫米，行李架降低50毫米）。由於通勤型和近郊型列車的需求不同，E231系各型號車廂的座椅配置均有一些差別。通勤型車廂均安裝縱向座椅以提高載客量，而近郊型車廂則因為近郊路線車程較長而在部分車廂內安裝對向式座椅以增加座位數目。這種編排方式一般稱為「半對向式」，而E231系每個「半對向式」車廂均設有四排對向式座椅。
至於列車資料顯示板則有多個版本，包括LED顯示板和500番台首次引入的液晶顯示器（通稱為列車频道，Train Channel）。而LED顯示板也有單行顯示（原有方式）和兩行顯示（通稱可视信息系统，Visual Information System，簡稱VIS）兩種版本，但顯示方式均統一為下一站站名（漢字→英文（羅馬拼音）→片假名）→列車行駛方向（漢字→英文（羅馬拼音））。而兩行的LED顯示板則會在上行顯示下一站站名和列車行駛方向，下行則顯示可換乘路線、延誤資訊等資料。例如往上野方向列車，下一站是上野的顯示方式是：
| 「」→「Next Ueno」→「」→「」→「For Ueno」 |

而常磐線用0番台則會在停站時在顯示板下行顯示到沿線各主要車站的所需時間。
但較早製造的中央總武緩行線用0番台和首批近郊型列車的顯示板採用了與前述不同的顯示方式。中央、總武緩行線用0番台的顯示板只會顯示下一站站名，而不會顯示列車行駛方向。而首批近郊型列車的顯示板則對下一站站名使用不同顯示方式（漢字→英文（羅馬拼音）→平假名），列車行駛方向也只有日語版本，沒有英文版本。同上，往上野方向列車，下一站是上野的顯示方式是：
| 「」→「Next Ueno」→「」→「」 |

此外，全線E231系列車均安裝了自動廣播系統，而配音則由聲優三浦七緒子（日語）和Christelle Ciari（英語）負責。系統更備有列車使用緊急制動時的廣播（翻譯：「請注意，本列車正要急停車。」），提醒乘客避免摔倒。
隨著E233系採用的三角型吊環扶手獲得不俗的評價，E231系優先座位範圍的吊環扶手自2008年起陸續更換為安裝在E233系優先座位範圍的橙色三角型吊環扶手，以改良優先座位範圍的環境。

## 成為標準設計
E231系的開發一直受關東地方多家大手私鐵重視，並被視為日後新列車的標準設計。相模鐵道10000系、東急電鐵的5000系及其衍生型號6000系、7000系和橫濱高速鐵道Y500系，以及東京都交通局10-300型均以本系列為設計基礎。而關西地方的南海電氣鐵道8000系則在自家設計基礎上採用E231部分零件。在上述型號裡，JR東日本旗下的新津車輛製作所負責承造相鐵10000系和東京都交通局10-300型部分車廂。
至於對JR東日本內部，E231系最重要的意義是確立了列車資訊管理系統的技術基礎。這個系統其後在JR東日本開發的新列車被大量採用，包括後繼型號E233系、服務常磐線中距離列車班次的E531系、特急列車E257系等。而500番台安裝的液晶體顯示器其後也逐漸成為通勤列車的標準配備。此外，以本系列為基礎引入關節式轉向架的E331系，其先行量產列車已於2006年3月出廠，並自2007年3月起在京葉線、外房線等路線進行為期3年的實際運作測試，以決定列車是否適合量產。

## 番台區分
E231系有通勤型和近郊型兩種設計，兩者合共有5個番台區分。其中通勤型佔4個，而近郊型則有1個。兩種形式採用相同的車體設計，但車內裝潢和列車安裝的機器則有些微分別，以應不同路線的需要。

### 通勤型
大部分通勤型列車均由東急車輛製造和新津車輛製作所製造，唯一例外的是800番台列車，是由東急和川崎重工業製造。
所有通勤型列車車廂都是全縱向座位設計。而採用的主電動機控制裝置是三菱電機製SC60型三段變頻器（搭配絕緣柵雙極電晶體（IGBT）和智慧電功率控制組件（IPM））。車門的驅動裝置大都是電動式（由螺旋馬達推動），而900番台和常磐緩行線、成田線用0番台列車則採用較新的直線電動機。所有車門驅動裝置均裝有安全裝置，避免車門在未妥善關上時行駛所造成的危險。
前述大手私鐵的所有衍生型號均是以通勤型的設計為基礎作改良。

#### 900番台
車體色帶顏色：黃色（黃1号）■
900番台初期被歸類在209系，稱為「209系950番台」，是E231系量產前的試製列車。900番台只有1列10輛編組，分別由東急車輛（1－5號車廂）及JR東日本新津車輛製作所（6－10號車廂）製造，1998年10月開始營運。在量產車開始營運後，JR東日本隨即為900番台進行量產化改裝工程，車廂設備換上量產車所安裝的部件，以簡化管理。改裝工程完成後，本列車的型號也被修改為E231系900番台，正式成為E231系的一員。
自1992年以901系（後改稱為209系900番台）開發出首代新系列車輛，其衍生型號——209系、E217系和E501系經過5年服務，已確立通勤型列車的技術基礎。同時，由於陸續出現新技術，故需要引入作為第二代新系列車輛的技術基礎。而900番台列車就是為了測試這些技術而製造的列車。
900番台列車的車體的基本構造跟209系500番台分別不大，但控制及動力系統則如「概要」一段，採用性能更佳的產品，再加上車上的TIMS系統，令900番台列車為E231系確立了技術基礎。而作為試製車，900番台列車的主要任務就是試驗兩款電動機控制系統，包括三菱電機的SC60A系三段式變頻器（其後安裝在通勤型列車）和日立製作所的SC59系兩段式變頻器（其後安裝在近郊型列車），造成在900番台列車內出現兩種起動音的特別情況。外觀上900番台和209系500番台的最大分別是其車頭正面結構以銀色為主色（209系500番台的車頭正面結構是以白色為主色）和貼上6門車廂「6Doors」的標誌，但同時保留了209系500番台在兩邊車頭首道車門側貼上黑色「JR」的標誌，與量產型E231系塗在色帶上的白色JR標誌的安排並不相同。
列車編組方式和209系500番台相同（4M6T），唯一不同的是把5號車廂改為6門車廂，增加繁忙時間的載客量。此外，為了加強6門車廂的通風，除了一般的通風系統外，6門車廂的連接面也增設通風孔。6門車廂在平日首班車至早上10時前均收起座位，10時後則由乘務員控制打開座位。
列車於2019年9月9日曾經退出服務，但於同年11月12日重新投入服務後，又於2020年1月18日因發生故障而退出服務。後來便沒有再投入服務。(有照片紀錄最遲於2020年2月14日發現此車仍在中央緩行線服務)

總武線時期列車被配属於三鷹車輛中心，運用方式和量產車及209系500番台相同。改裝後則減至8卡，已於2020年7月20日投入武藏野線服務。
編組方式
|                           |                           | ←千葉方向三鷹、立川方向→ |               |               |                |                    |               |               |               |                |                 |
| 車廂編號                  | 車廂編號                  | 1                        | 2             | 3             | 4              | 5                  | 6             | 7             | 8             | 9              | 10              |
| 集電弓                    | 集電弓                    |                          |               | >             |                |                    |               |               | >             |                |                 |
| 製作編號 （量產化改裝後） | 製作編號 （量產化改裝後） | E231 -901 (Tc)           | E231 -901 (T) | E231 -901 (M) | E230 -901 (M') | E230 -901 (T') 6門 | E231 -902 (T) | E231 -903 (T) | E231 -902 (M) | E230 -902 (M') | E230 -901 (Tc') |
| 安裝機器                  | 安裝機器                  |                          |               | VVVF          | SIV,CP         |                    |               |               | VVVF          | SIV,CP         |                 |
| 車輛重量                  | 出廠時                    | 25.6t                    | 22.6t         | 28.3t         | 28.5t          | 23.8t              | 22.6t         | 22.6t         | 28.3t         | 28.5t          | 25.6t           |
| 車輛重量                  | 量產化改裝後              | 25.7t                    | 22.2t         | 28.4t         | 28.3t          | 23.6t              | 22.2t         | 22.2t         | 28.4t         | 28.3t          | 25.7t           |

參考資料：

#### 0番台
0番台列車於2000年3月起開始營運。初期製造的列車全數被投放於中央、總武緩行線，以更換老化情況嚴重的103系和201系。
完成中央·總武緩行線列車的更換後，其後製造的0番台列車被投放於常磐快速線（上野－取手）和與該線直通運行的成田線（我孫子－成田），以更換該線老化的103系。常磐線的0番台列車於2002年3月起開始營運。

##### 中央、總武緩行線用
車體色帶顏色：黃色（黄1号）■
中央、總武緩行線用0番台列車是E231系首個量產的型號。這些列車分3批製造，合共有43列10輛編組列車，1列7輛編組列車，全數配屬三鷹車輛中心。
首批列車原只有40列10輛編組，主要用於更換103系、201系和205系。但因為要替補被調往服務京濱東北線、根岸線的2列209系500番台列車而中途增造兩列（編組編號：B26、B27），故首批列車共製造了42列10輛編組列車（編組編號：B1－B42）。其後因為替補退役的301系和把削減的直通東西線班次改為緩行線班次 而製造1列車（編組編號：B57）。2006年京濱東北線、根岸線的3列209系900番台列車因為嚴重老化而需要提早退役，故需要再次從中央、總武緩行線抽調3列209系500番台列車替補。因此需要再製造列車補充中央、總武緩行線（編組編號：B80－B82），而這3列列車也是最後一批製造的中央、總武緩行線用0番台列車。
初期部分列車配屬於同線的習志野電車區（現時的B1－B19、B26、B27編組，其中B6－B9編組是後期從三鷹電車區轉至習志野電車區）。其後中央、總武緩行線列車車藉統一由三鷹電車區管轄，JR東日本才藉此統一列車編組編號。但為了和800番台列車識別，所以0番台列車的編組編號前加上英文字母「B」。
這些列車的編組方式和900番台一樣，5號車廂都是6門車廂。這些6門車廂的運用方式和900番台一樣，都是通過乘務員控制座椅的開閉。和900番台一樣，0番台列車在車頭和6門車廂的車門上方均貼上「6Doors」的標誌，以識別沒有6門車廂的209系500番台列車。
0番台列車所有方向幕和209系500番台列車一樣，均採用列車終點站和路線（「中央、總武線」）交替顯示的方式，但字體有些微不同。和E231系其他型號不同的是，0番台列車初期均沒有安裝車廂自動廣播系統，其後才陸續安裝。至2008年才完成在所有列車安裝此系統。
三批列車的出廠時間相差數年，因此列車之間也有若干差異。第二批列車起開始在車體預留安裝車外揚聲器的空間，並改用傾斜式貫通車門。第三批列車則在所有車廂之間的連接通道均安裝車門，並採用E233系的PS33D單臂式集電弓。
2007年起，JR東日本逐漸把0番台列車的排障器更換為近郊型列車採用的大型排障器，並把優先座位的吊環扶手更換為E233系的版本。所有更換工程於2008年3月完成。
2010年初，山手線開始將6門車廂更換為4門車廂（詳細請參閱500番台一段）。由於新製車輛均不具動力及變壓器，不能單獨進行試車。因此B27編組曾被暫借到山手線所屬的東京綜合車輛中心，負責運送及測試這些新製車輛。而車體上所述標記也從八王子支社的三鷹車輛中心更改為東京支社的東京綜合車輛中心。新製車輛全數落成後，B27編組已於2011年（平成23年）11月返回三鷹車輛中心。
2014年，由於上野東京線開業，常磐快速線的列車數量不足應付新編排的班次，三鷹車輛中心所屬的B20及B21編組調往松戶車輛中心服役。而兩編組中的六門車廂，在調配前已經抽出拆毀，由B22編成中的E231型車廂取代，而B22編組中的六門車廂亦被抽出拆毀，重組為7輛編成返回三鷹車輛中心。
2018開始，因應山手線E235系投入服務，原有E231系500番台將轉至中央、總武緩行線服務，而原有E231系0番台當中4列會重編為6M4T編成後留在原線，其餘將轉到武藏野線及八高線同時進行機器更新工事。

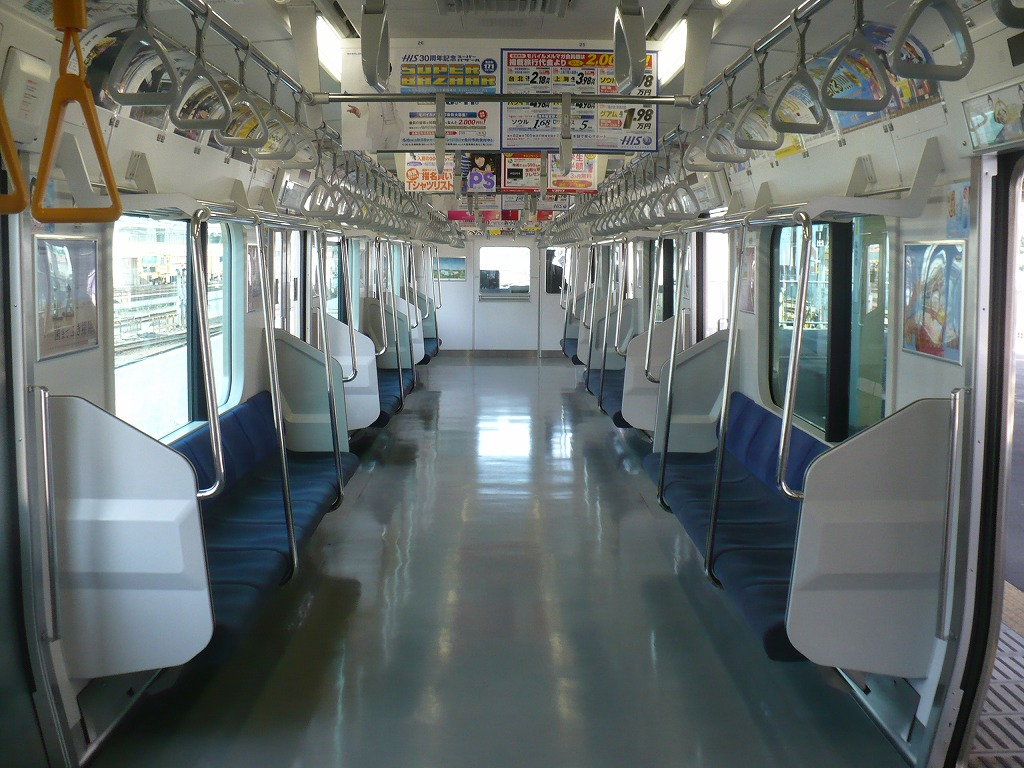
車廂內部
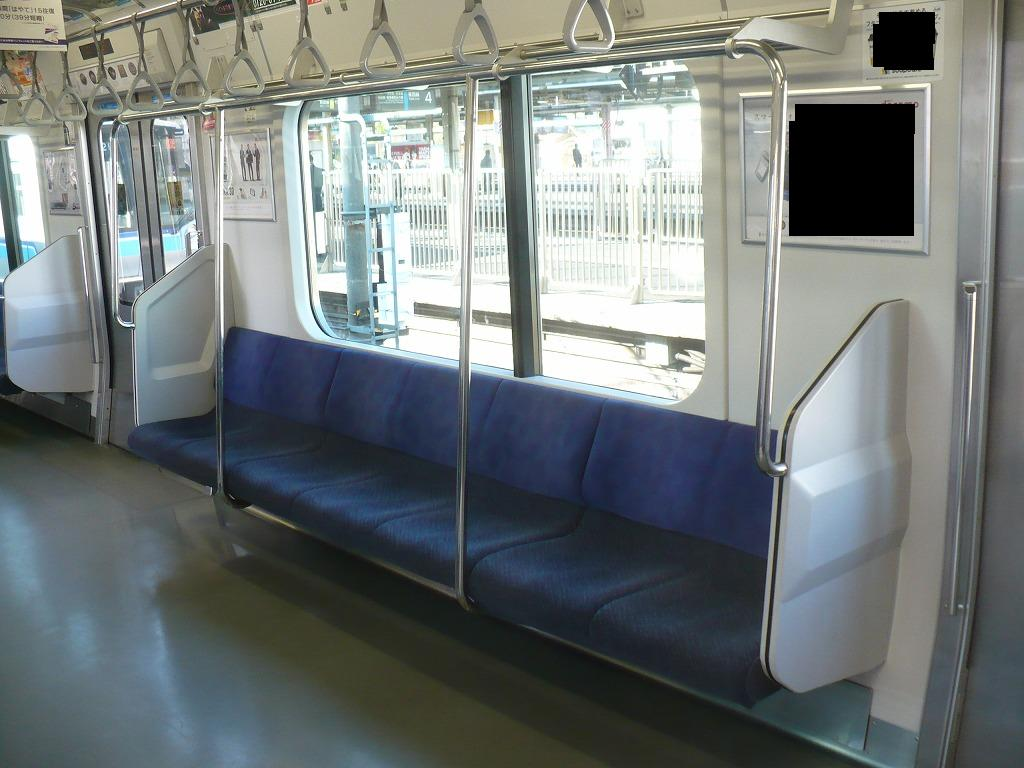
7人座位
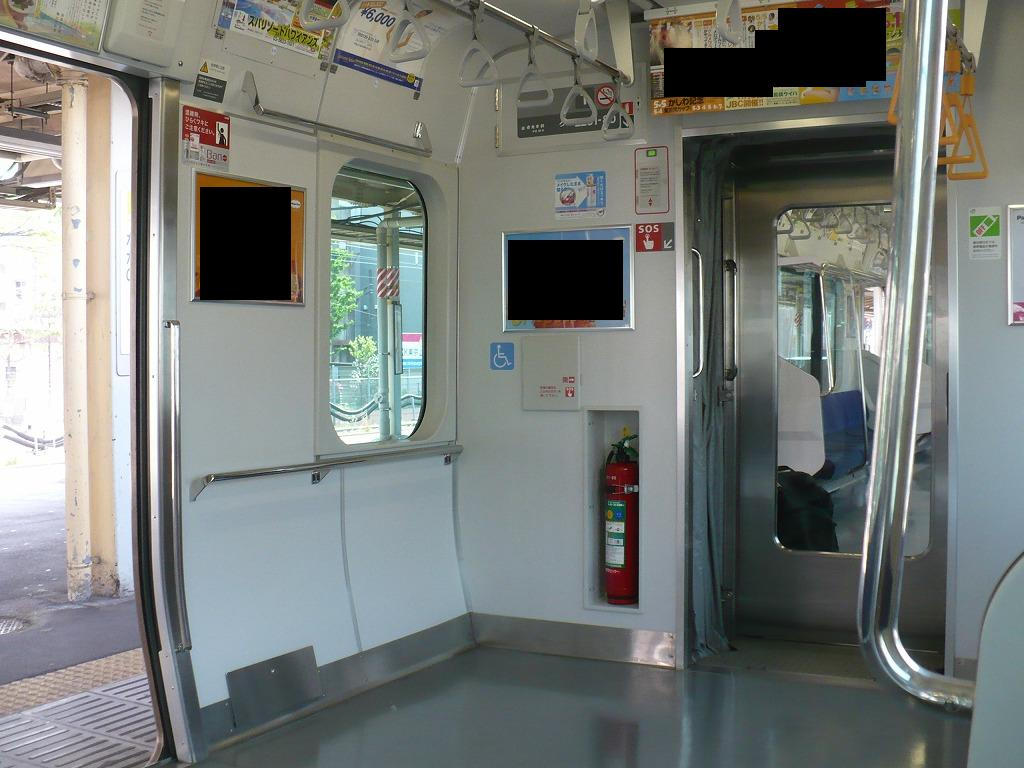
輪椅專用泊位
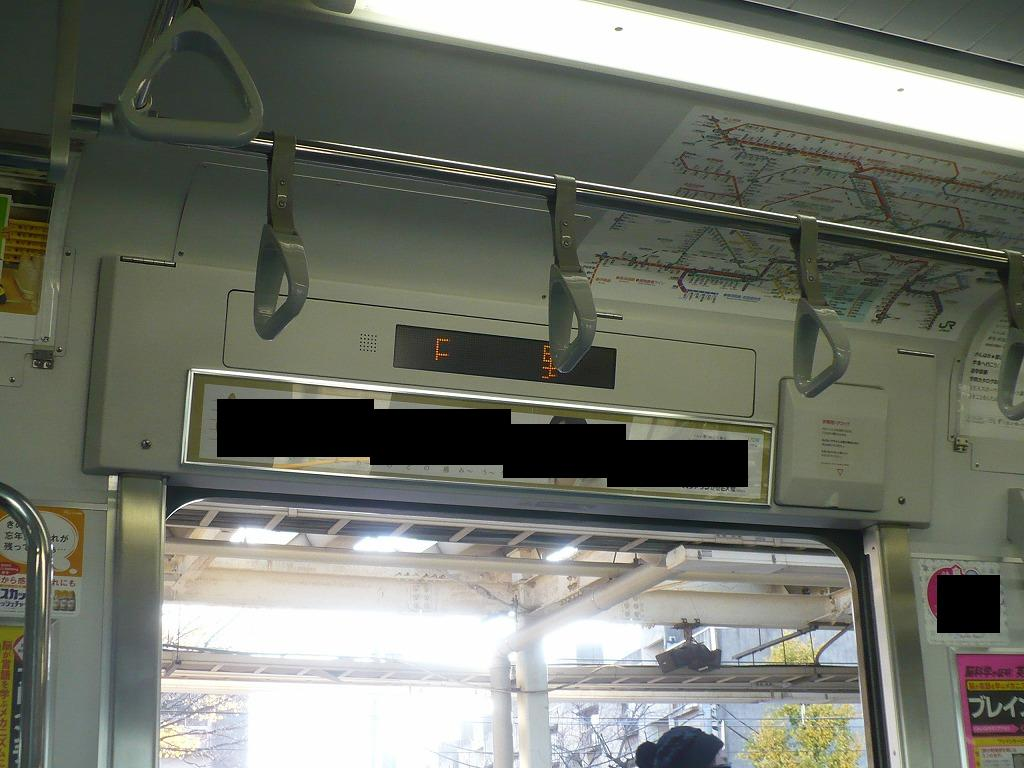
情報提供裝置

編組方式
|          | ←千葉方向三鷹、立川方向→ |          |          |           |               |          |          |          |           |            |
| 車廂編號 | 1                        | 2        | 3        | 4         | 5             | 6        | 7        | 8        | 9         | 10         |
| 集電弓   |                          |          | >        |           |               |          |          | >        |           |            |
| 番台區分 | E231 (Tc)                | E231 (T) | E231 (M) | E230 (M') | E230 (T') 6門 | E231 (T) | E231 (T) | E231 (M) | E230 (M') | E230 (Tc') |
| 安裝機器 |                          |          | VVVF     | SIV,CP    |               |          |          | VVVF     | SIV,CP    |            |
| 車輛重量 | 25.7t                    | 22.2t    | 28.4t    | 28.3t     | 23.6t         | 22.2t    | 22.2t    | 28.4t    | 28.3t     | 25.7t      |

編組方式(6M4T化後)
|          | ←千葉方向三鷹、立川方向→ |          |           |          |          |           |          |          |           |            |
| 車廂編號 | 1                        | 2        | 3         | 4        | 5        | 6         | 7        | 8        | 9         | 10         |
| 集電弓   |                          | >        |           |          | >        |           |          | >        |           |            |
| 番台區分 | E231 (Tc)                | E231 (M) | E230 (M') | E231 (T) | E231 (M) | E230 (M') | E231 (T) | E231 (M) | E230 (M') | E230 (Tc') |
| 安裝機器 |                          | VVVF     | SIV,CP    |          | VVVF     | SIV,CP    |          | VVVF     | SIV,CP    |            |
| 車輛重量 |                          |          |           |          |          |           |          |          |           |            |

參考資料：

##### 常磐快速線、成田線我孫子支線（我孫子－成田）用
車體色帶顏色：墨綠色■、青色■
- 墨綠色是常磐線列車共用的塗裝顏色，但常磐線列車分為快速線、緩行線（與千代田線直通）和普通列車三種。為了避免乘客誤乘，三種列車的塗裝也有一定差別。快速線列車原只塗上墨綠色（103系），剛出廠時的E231系也只有墨綠色，後來為了避免誤乘才於投入服務前在墨綠色色帶下半部分塗上黃綠色[4][5]，緩行線列車（203系、207系、209系1000番台等）只塗墨綠色，普通列車（E501系，來往上野的班次已於2007年3月17日被E531系完全取代）則在墨綠色色帶上半塗上白色（請參閱左圖的比較）[O 1]。

完成生產首批中央、總武線用0番台列車後，新津車輛製作所隨即開始生產常磐快速線用0番台列車，以取代該線老化的103系。這批列車原定製造18列10輛基本編組及20列5輛附屬編組，但考慮到首都圈新都市鐵道（筑波快線）造成的競爭，最終只製造17列10輛基本編組及19列5輛附屬編組，比原本的103系減少了20輛。現時全數265輛車輛均配置於松戶車輛中心。
車體設計基本沿用中央、總武線用0番台，但未編有6門車廂，加上車頭玻璃纖維蓋板的塗裝是白色，故與中央、總武線用列車的外型有些微分別。由於是通勤型中唯一會連結列車的型號，其排障器也因列車需安裝電力連結器而需要重新設計。由於常磐線列車習慣上以車體色帶顏色作識別，因此車體安裝的LED方向幕的顯示方式和一般E231系的不同，只會顯示列車的目的地，不會顯示服務路線和列車類別。此外，車門的驅動裝置採用900番台試驗的直線電動機，是E231系首次採用此技術的量產車。此外常磐快速線用0番台也設有「3/4門關上」的功能，當列車長時間停站時，乘務員可使用這個功能，每卡只開啟一道車門來防止車廂的冷暖氣流失。這項功能其後也推廣到E231系其他型號中。
車廂內部方面，座椅採用新製更柔軟的彈簧，令座椅更舒適。其後的500和800番台列車均採用這種新製座椅。而車廂之間的分隔門自第14列出廠列車（114／134編組）開始，改為使用在800番台列車首次安裝，能自然關上的傾斜式分隔門
而常磐快速線用0番台的最大特色是其自動廣播系統，這是JR東日本首款安裝此類系統的通勤型列車（單人操作列車除外）。此外，也是第一款安裝情報提供裝置的列車。情報提供裝置會通過車門上方的兩行式LED顯示板為乘客提供各種資訊。上行會交替顯示列車行駛方向、下一站名稱和車門開啟方向，下行會顯示列車延誤資訊（如有）、列車行駛路線、關掉手提電話的提示和防範恐怖襲擊的對策，除了防範恐怖襲擊的對策沒有英文版本外，所有資訊均有日、英雙語顯示（每種語言的內容各顯示兩次）。此外，當列車自起點站開出前或在我孫子站等待連結列車時，情報提供裝置也會顯示到各主要車站所需時間。這種顯示方式（顯示到各主要車站所需時間除外）成為其後近郊型列車安裝的情報提供裝置的基礎。
列車運用方面，初期服務以10輛編組為主，完全取代103系後才大幅增加以15輛編組服務的班次。另外，直通運行的成田線我孫子支線（我孫子－成田）最長以10輛基本編組列車服務，如遇上基本編組列車檢修會把兩列5輛附屬編組連結行駛。
和中央、總武線用0番台列車一樣，常磐快速線用0番台也於2007年起逐漸更換列車的排障器和優先座位的吊環扶手，並同樣於2008年3月完成。
2014年，為應付上野東京線開業，三鷹車輛中心所屬的B20及B21編組調往松戶車輛中心服役，成為 118，119編組。
2018年，常磐線0番台陸續進行機器更新工事，將VVVF、SIV及開關門裝置更新，更新工事於2020年2月完工。
2021年3月30日，JR東日本宣布，為了紀念成田線（我孫子支線）開業120週年，JR東日本會將139編組的色帶改為橫須賀色。而東京感動線於4月12日發佈了車頭照片。列車預計於4月30日開始運行直到活動結束。
編組方式
|                       |          | ←取手方向上野方向→ |      |      |        |      |      |      |      |        |      |
|                       |          |                    |      |      |        |      |      |      |      |        |      |
| 10輛編組 （基本編組） | 車廂編號 | 10                 | 9    | 8    | 7      | 6    | 5    | 4    | 3    | 2      | 1    |
| 10輛編組 （基本編組） | 集電弓   |                    |      | >    |        |      |      |      | >    |        |      |
| 10輛編組 （基本編組） | 番台區分 | E231               | E231 | E231 | E230   | E231 | E231 | E231 | E231 | E230   | E230 |
| 10輛編組 （基本編組） | 安裝機器 |                    |      | VVVF | SIV,CP |      |      |      | VVVF | SIV,CP |      |
| 5輛編組 （附屬編組）  | 車廂編號 | 15                 | 14   | 13   | 12     | 11   |      |      |      |        |      |
| 5輛編組 （附屬編組）  | 集電弓   |                    |      | >    |        |      |      |      |      |        |      |
| 5輛編組 （附屬編組）  | 番台區分 | E231               | E231 | E231 | E230   | E230 |      |      |      |        |      |
| 5輛編組 （附屬編組）  | 安裝機器 |                    |      | VVVF | SIV,CP |      |      |      |      |        |      |

參考資料：

##### 武蔵野線用
- 運用路線：
  - 武蔵野線 … 府中本町 - 西船橋、西浦和 - 別所信号場 - 与野、武蔵浦和 - 別所信号場、新小平 - 國立
  - 京葉線 … 東京 - 西船橋、西船橋 - 海幕張
  - 東北貨物線 … 与野 - 大宮
  - 中央線快速電車 … 国立 - 八王子
- 車帶顏色：■■橙色+茶色（正面只有■橙色）
- 所屬車輛數（2021年4月1日現在）：京葉車輛中心…8輛編成33列（264輛）[9]

|              |          | ←東京・海浜幕張・大宮（むさしの号）方向府中本町・八王子・大宮（しもうさ号）方向→ |                |               |              |              |                |               |                |  |  |
|              |          |                                                                                  |                |               |              |              |                |               |                |  |  |
| 車號         | 車號     | 1                                                                                | 2              | 3             | 4            | 5            | 6              | 7             | 8              |  |  |
| 形式         | 形式     | クハE231 (Tc)                                                                    | ＞モハE231 (M) | モハE230 (M') | サハE231 (T) | サハE231 (T) | ＞モハE231 (M) | モハE230 (M') | クハE230 (Tc') |  |  |
| 搭載機器     | 搭載機器 |                                                                                  | VVVF           | SIV,CP        |              |              | VVVF           | SIV,CP        |                |  |  |
| 車輛重量 (t) |          |                                                                                  |                |               |              |              |                |               |                |  |  |

#### 500番台
車體色帶顏色（山手線）：暗青色■
車體色帶顏色（中央·総武緩行線）：黃色（黄1号）■

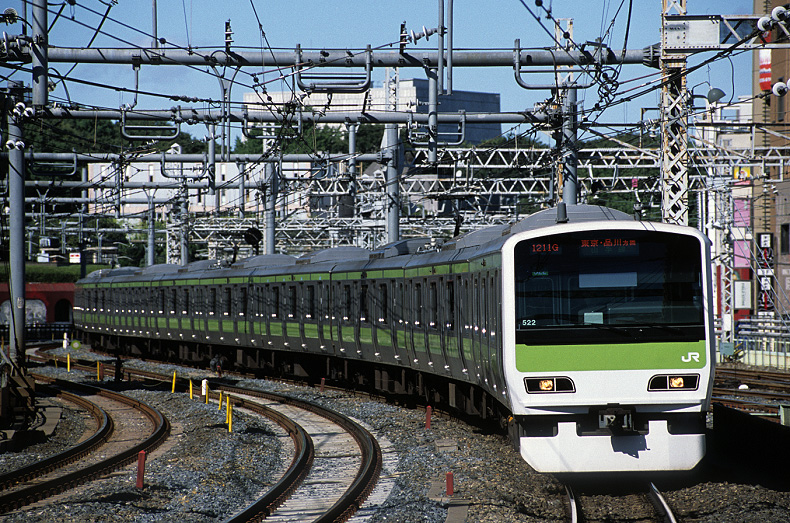
更換排障器前外觀（攝於2006年10月8日）

500番台列車是為了更換山手線的205系列車而製造，其最終目的是把山手線列車的訊號系統全面升格為數碼化自動列車控制裝置（Digital ATC），並應付繁忙時間日漸增加的客流。500番台所有列車均由新津車輛製作所承造，首列列車於2002年4月21日開始營運。在2005年4月17日完成更換所有205系時，總共製造了52列11輛編組500番台列車（編組編號：501－552），全數配置於東京綜合車輛中心（前稱山手電車區）。
山手線是首都圈最重要的鐵路路線之一，每天乘客數以百萬計。雖然山手線的站間距離短，但繁忙時間時需以非常頻密的班次以疏導沿線大量乘客。而500番台列車的存在正是為了達成這個目的而特製的列車。
為了和0番台列車區分，500番台列車的車頭蓋板設計和0番台列車略有不同。除了採用白色為主色外，也調換了前方照明燈和尾燈的位置。此外，由於山手線是環狀線，500番台列車的方向幕採兩行顯示，上方為列車行駛方向（會在行駛時更新，顯示方式請參閱山手線#運行方向的表示），下方則顯示「山手線」，和其他E231系列車交替顯示行駛路線和目的地有所不同。
編組方面，為了應付山手線頻密班次和站間距離短——行駛時經常加減速的情況，500番台列車編組增加了動車的比例（6M5T），令500番台列車擁有比0番台高的起動加速度（500番台：3.0 km/h/s，0番台：2.5 km/h/s）。此外，為了增加列車在繁忙時間的運載能力，500番台列車編有兩個6門車廂（7、10號車廂），比205系更多。這些6門車廂在車門上方的車體均貼有「6Doors」的字樣，以茲識別。至於車廂內的座椅編排，則和中央、總武緩行線用0番台列車的6門車廂一樣，也設有電動座椅開閉裝置，由乘務員控制座椅的開閉。6門車廂的座椅在平日首班車至早上十時均是關閉狀態，在其他時間才會開放使用。
制動系統則採用「純電子制動」系統，由於其再生制動的有效速域較廣，令500番台列車的節能功效更明顯。而其他規格則與通勤型相若。
至於車廂內部，500番台列車的最大特色是以液晶顯示器（通稱為「Train Channel」）取代原有的LED列車資訊顯示板。每道車門上方均安裝兩台顯示器，右邊的顯示列車行駛資訊（行駛方向、下一站、所需時間、停站時車門打開方向等）和延誤資訊（如有），左邊的則長期播放廣告、新聞、天氣預報等資訊。其中列車行駛資訊均為英日雙語顯示，以方便外國遊客。這個服務大受歡迎，並為日後E233系（3000番台除外）全面採用。
在製造過程中，JR東日本曾對列車的規格有些微更改。從第4列製造的列車開始，列車全面採用冷房能力較強的AU726型空調（原本只安裝在6門車廂）。為了應付增加的電力需求，需要在原本設計中不加裝電力設備的5號車廂加裝輔助電源裝置（變壓器）。至於以原設計製造的首3列列車則暫未有更換的計劃。另外，在第17列製造的列車起，車廂間的隔門從原本手動開關方式改為800番台首次採用的傾斜式（可自動關閉）。
值得一提的是，當500番台列車陸續投入山手線服務的時候，引起了JR東日本旗下列車的大規模轉配潮——被取代的205系並沒有被全數拆毀，而是在重組或改裝後轉到其他路線以取代老化的103系等老化列車。再加上JR東日本其他路線的205系列車的轉配，形成這個罕見的列車轉配潮。當時轉配的205系現時大部已經退役。
2007年起，隨著JR東日本列車採用更新的排障器，500番台列車的排障器也更換成大型V字的排障器（新設計的正面形狀近似原有設計）。此外，優先席區域的吊環扶手也被更換成E233系的三角形吊環扶手。所有更換工程均已於2008年春季完成。另外，2007年間有部分列車被安裝了京濱東北線用209系所安裝的月台檢測裝置作試驗，但其後已被拆除。
2010年起，JR東日本將分階段在山手線沿線車站安裝月台閘門和列車定位停止裝置（TASC）。由於山手線和京濱東北線在修理兩線平行路段（田端至田町段）的路軌時會共用月台，故月台閘門需遷就京濱東北線列車的編組方式，只能安裝對應4門車廂的閘門。因此，500番台列車中的兩個6門車廂預定將全數退役及被拆毀，由新製的E231-600型（7號車廂）和E231-4600型（10號車廂）代替。其中10號車廂因要遷就京濱東北線的E233系1000番台列車的車頭設計及車門位置，座位採用於其他車廂不同的4座-5座-7座-7座-3座（從11號車廂一邊起）的安排（一般中間車廂的座位安排是3座-7座-7座-7座-3座）。其中E231-4600型車廂的設計加入了E233系的設計元素，例如轉向架使用E233系的版本，車廂的扶手也採用E233系的零件和使用E233系的車門等。整個更換過程已於2010年8月完成。
新製的車廂於2010年2月22日起陸續投入服務，在此以前的2月19日，JR東日本終止6門車廂在早上收起所有座椅的安排，令所有座椅回復全日均可使用的狀態。
2014年，隨着JR 東日本宣佈在山手線投放新型列車E235系，500番台會轉到中央·總武緩行線服務，而520編組則率先退出山手線，更改塗裝色帶及改裝訊號系統後及將サハE231-4600的車廂改為サハE235-4600並放在第10卡，改為A520編組，改屬於三鷹車輛中心，於2014年12月1日重新投入服務。2016年5月，因上野東京線開業，山手線的乘客減少，將540編組改成A540編組，改屬三鷹車輛中心並投入中央·総武緩行線服務。
山手線最後一輛E231系500番台於2020年1月20日最後服務，該車為506編成。由1月21日起，山手線全線使用E235系。之後，所有500番台列車會於総武線使用。

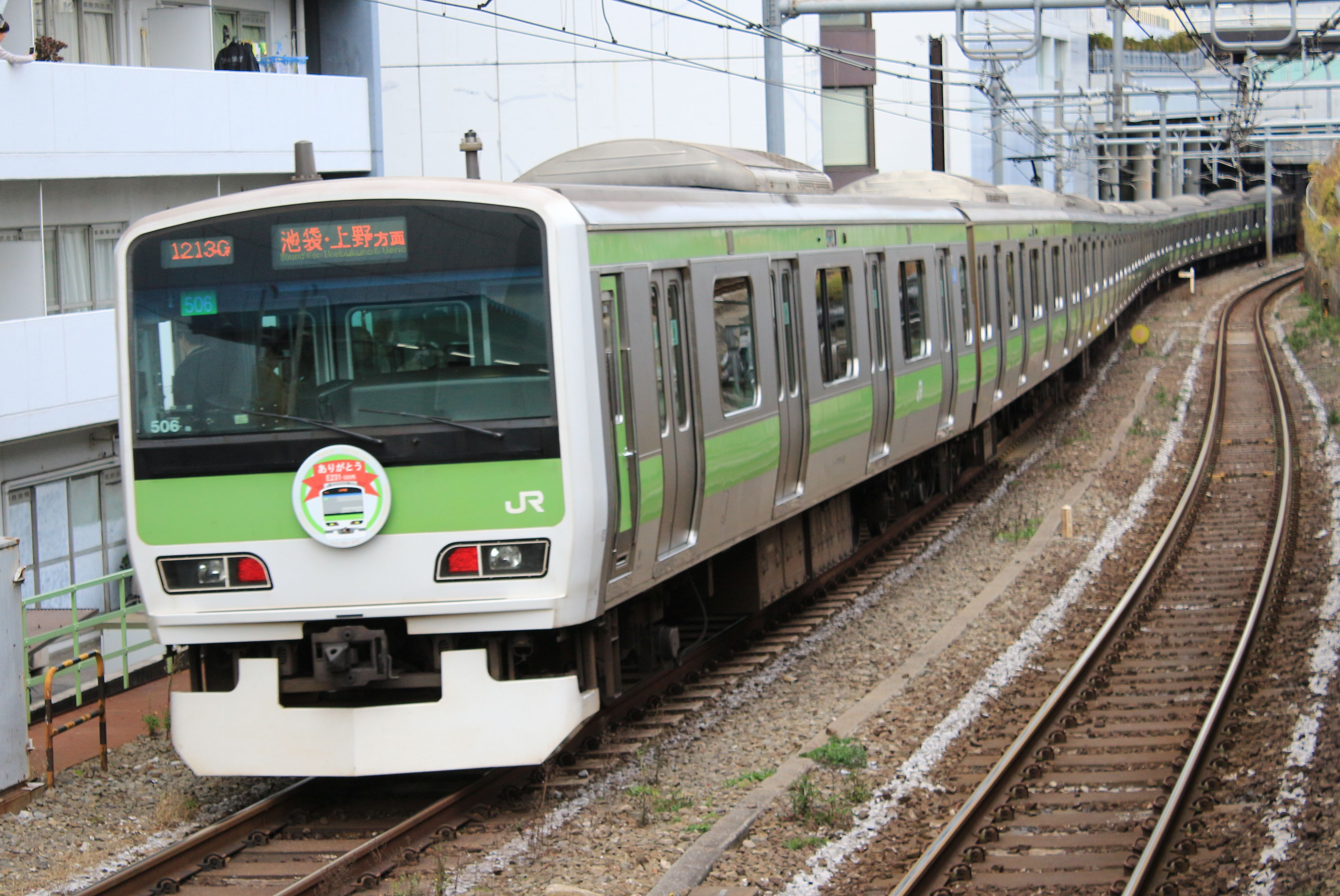
最終運行的E231系500番台列車

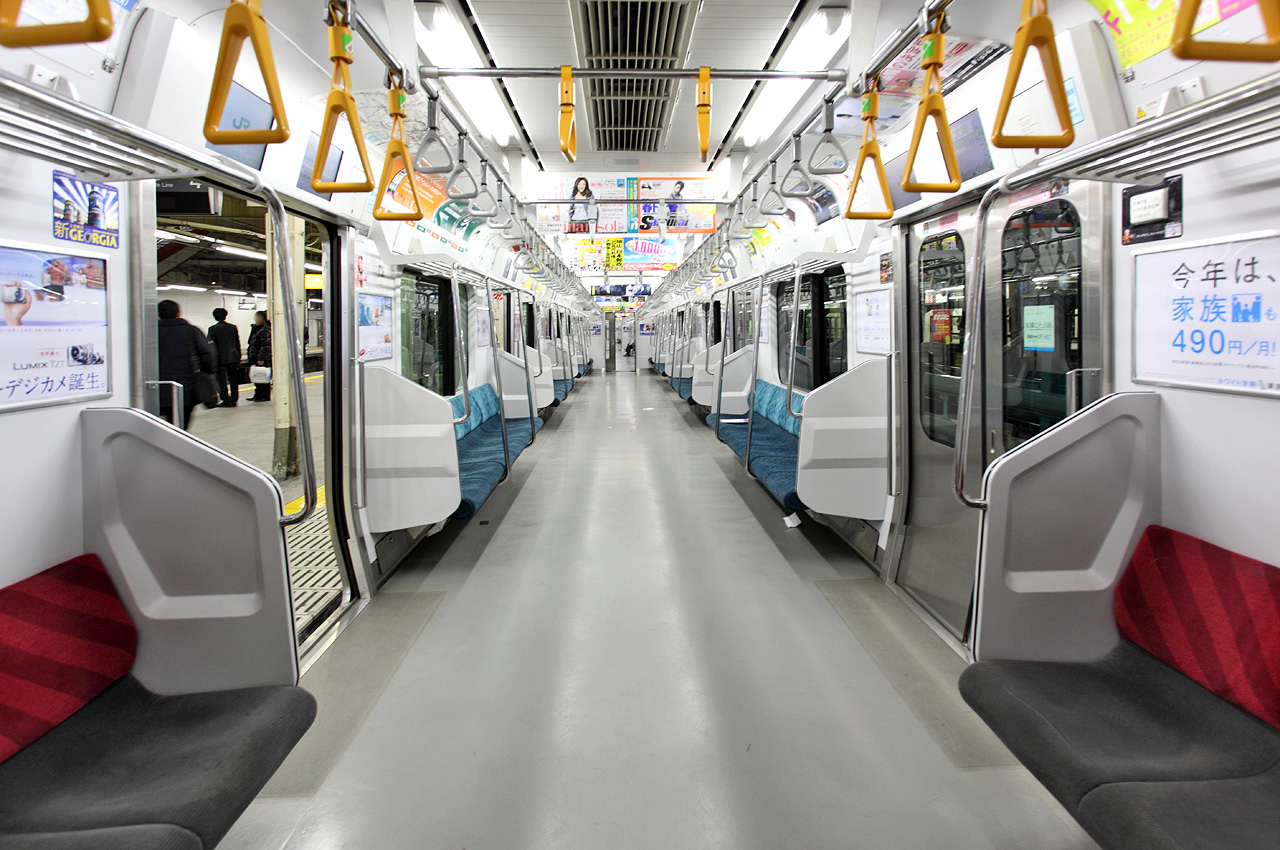
普通車廂的環境
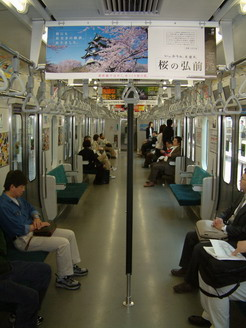
6門車廂的環境
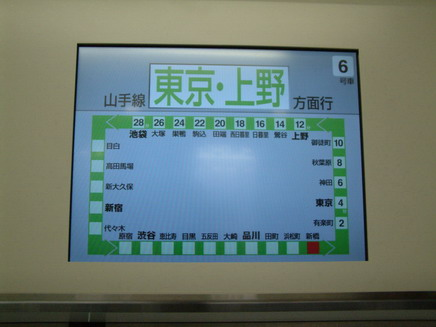
列車資訊（日語）
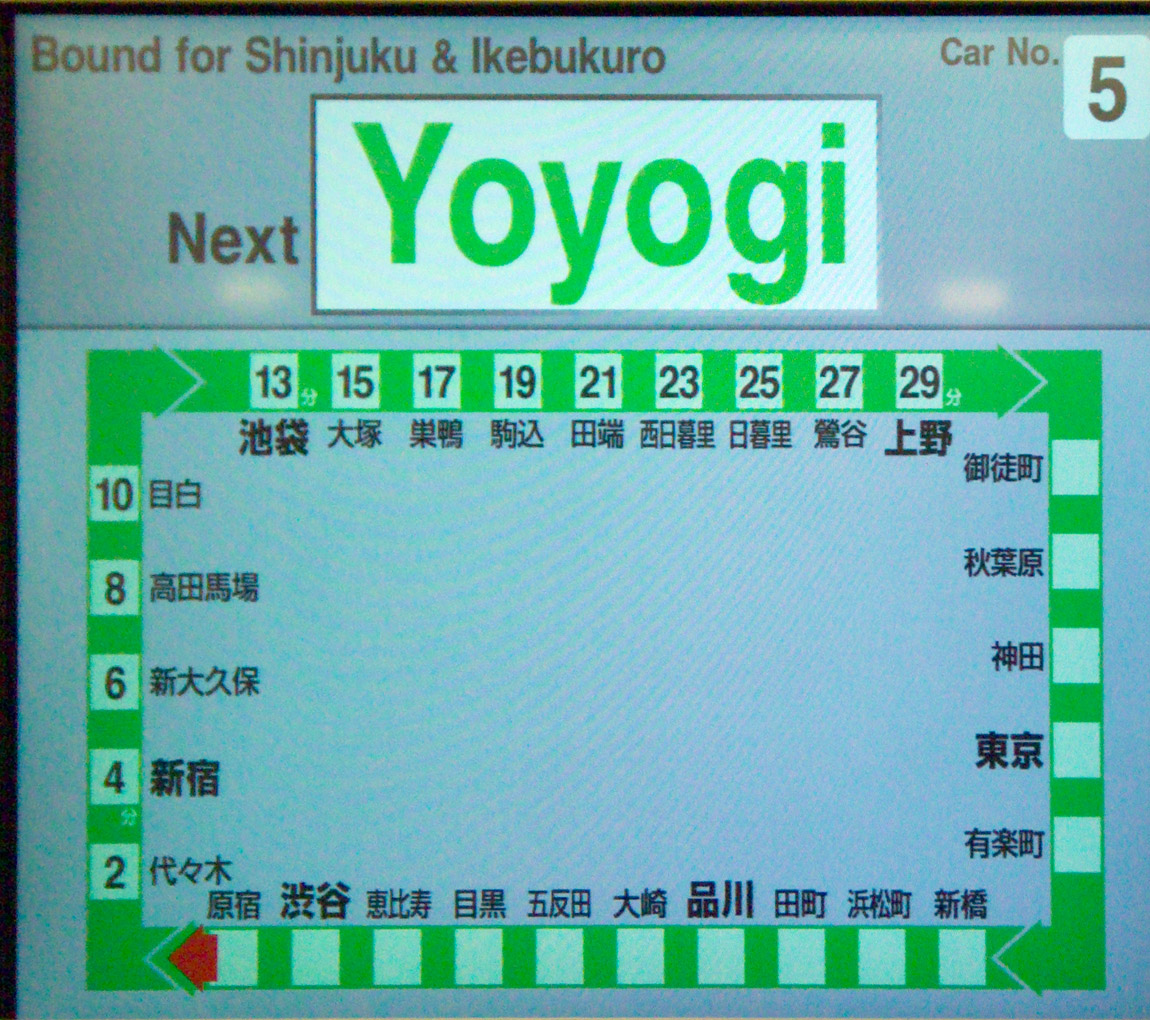
列車資訊（英語）
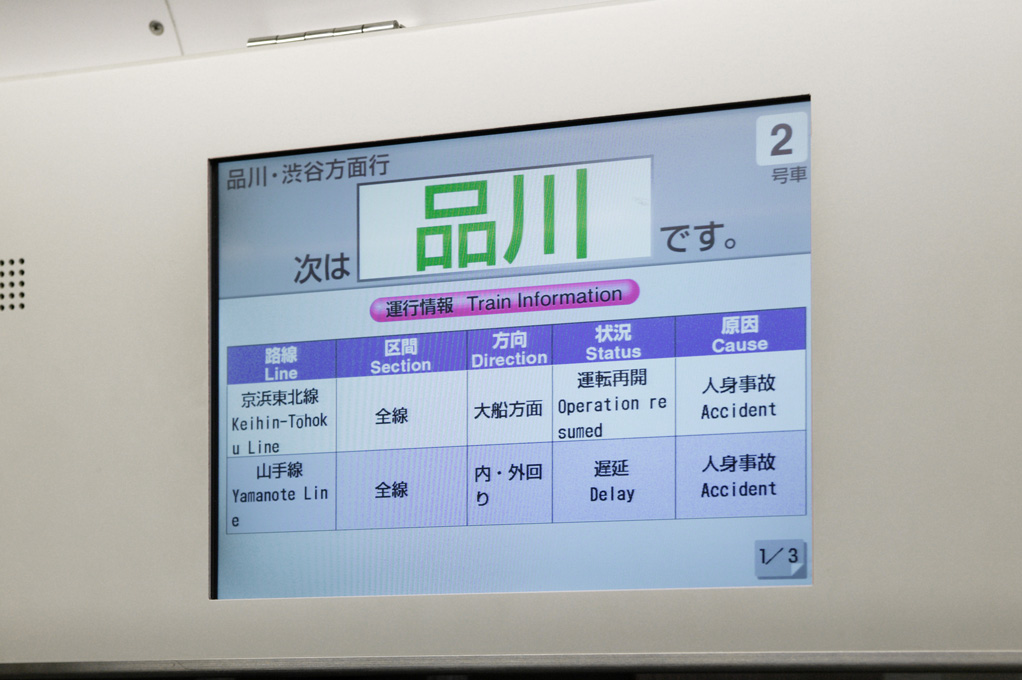
延誤資訊
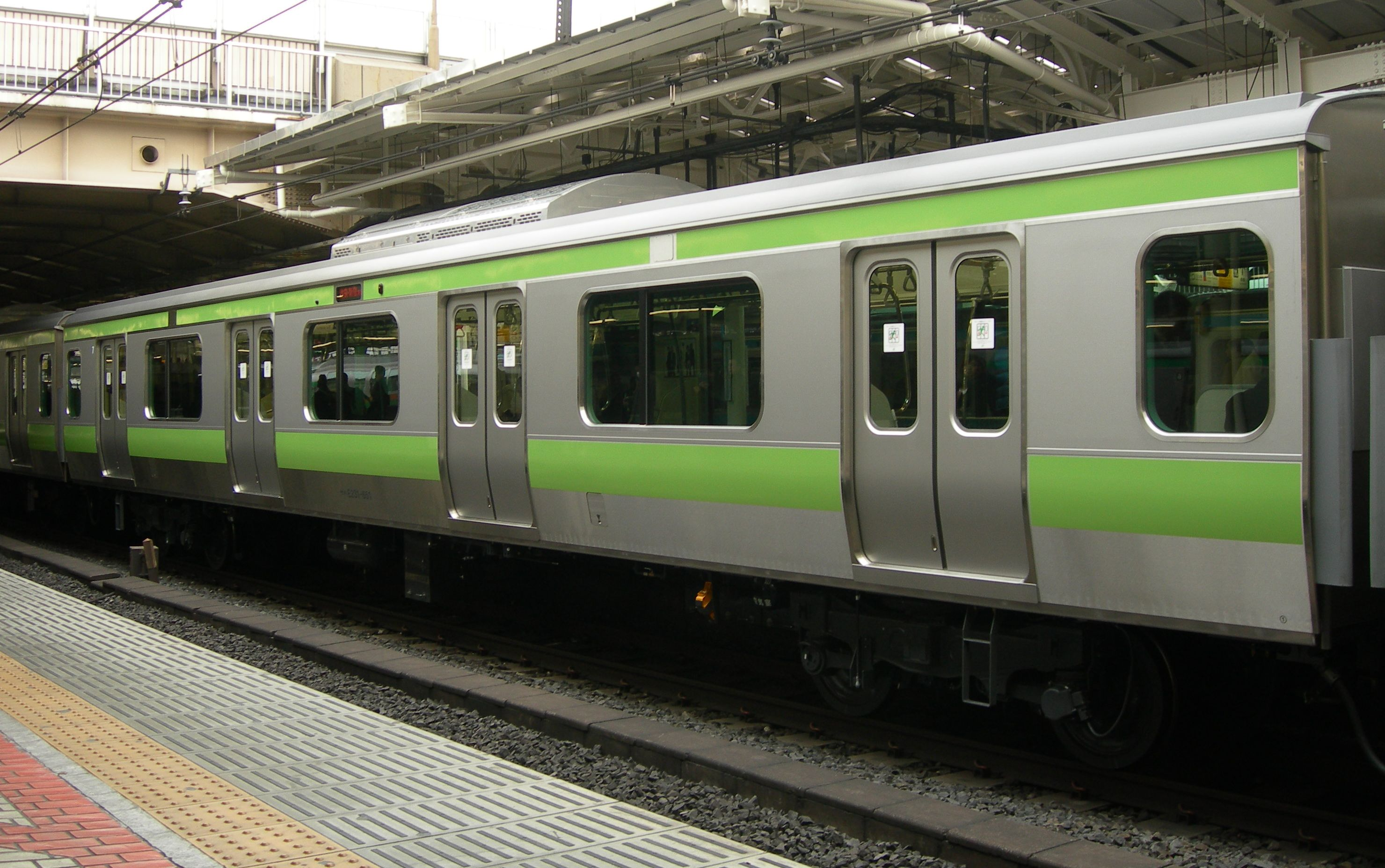
新製的4門車廂之一（E231-600型）第7卡
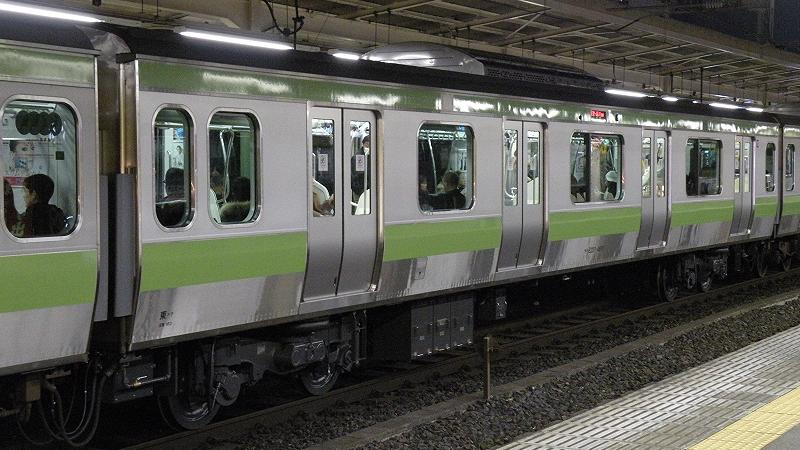
新製的4門車廂之二（E231-4600型）第10卡
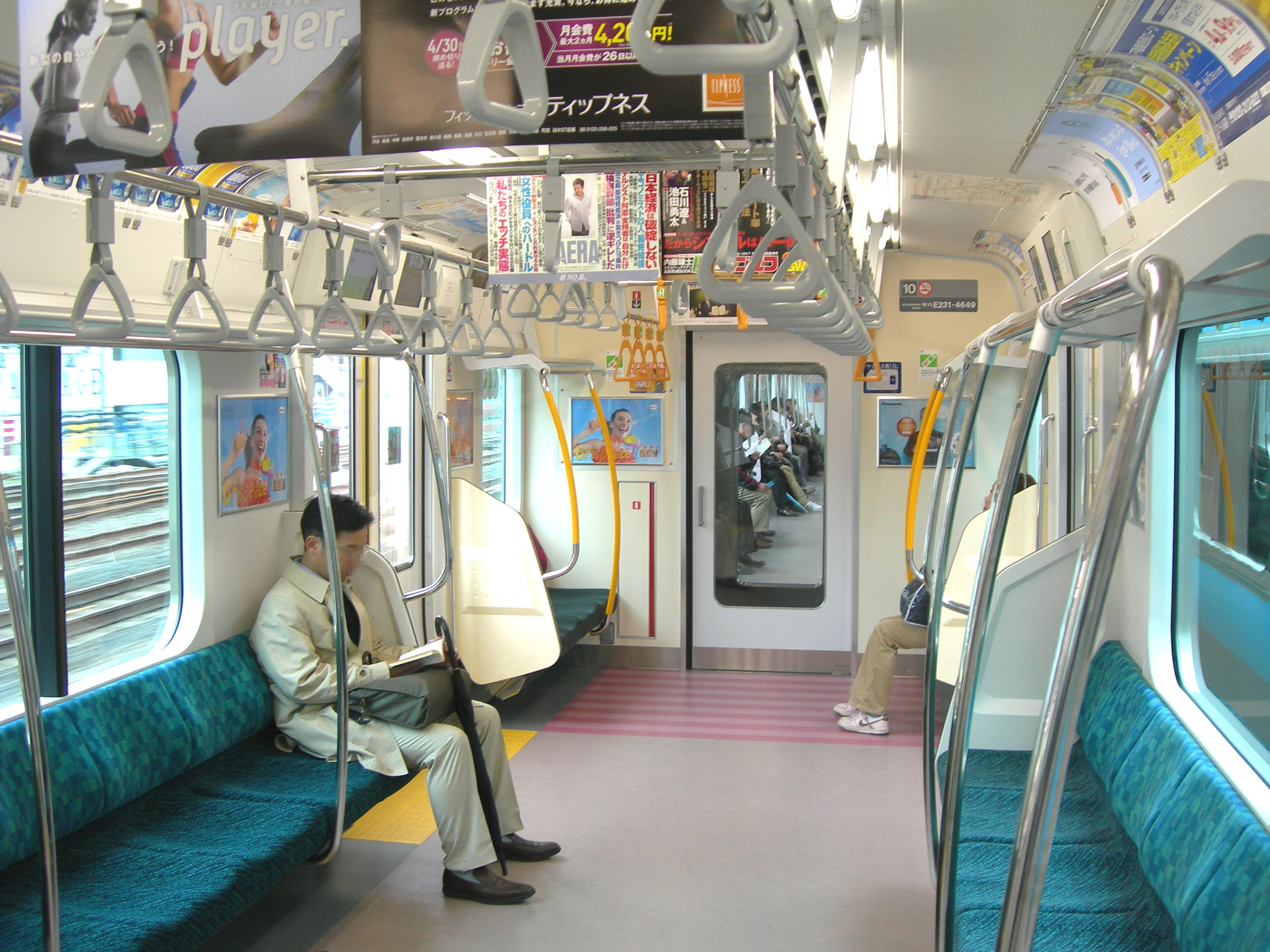
E231-4600型車廂內部

編組方式
山手線
- 車輛重量為首列列車（501編組）資料，其後落成列車的重量資料可能不同。
- 501－503編組列車的5號車廂並沒有安裝輔助電源裝置。
- 506編組列車的1號車廂設有塗油器。

|          | （以大崎站為準） ←東京、品川方向澀谷、新宿方向→ |            |           |           |           |           |           |           |           |           |           |
| 車廂編號 | 11                                              | 10         | 9         | 8         | 7         | 6         | 5         | 4         | 3         | 2         | 1         |
| 集電弓   |                                                 |            | >         |           |           | >         |           |           | >         |           |           |
| 番台區分 | E231 -500                                       | E231 -4600 | E231 -500 | E230 -500 | E231 -600 | E231 -500 | E230 -500 | E231 -500 | E231 -500 | E230 -500 | E230 -500 |
| 安裝機器 |                                                 |            | VVVF      | SIV,CP    |           | VVVF      | SIV,CP    |           | VVVF      | SIV,CP    |           |
| 車輛重量 | 26.0t                                           | 26.9t      | 28.8t     | 26.8t     | 23.7t     | 28.8t     | 28.8t     | 23.0t     | 28.8t     | 28.8t     | 26.0t     |

中央·總武緩行線
|          | ←千葉方向三鷹、立川方向→ |           |           |           |           |           |           |           |           |           |
| 車廂編號 | 1                        | 2         | 3         | 4         | 5         | 6         | 7         | 8         | 9         | 10        |
| 集電弓   |                          | >         |           |           | >         |           |           | >         |           |           |
| 番台區分 | E231 -500                | E231 -500 | E230 -500 | E231 -600 | E231 -500 | E230 -500 | E231 -500 | E231 -500 | E230 -500 | E230 -500 |
| 安裝機器 |                          | VVVF      | SIV,CP    |           | VVVF      | SIV,CP    |           | VVVF      | SIV,CP    |           |
| 車輛重量 | 26.0t                    | 28.8t     | 26.8t     | 23.7t     | 28.8t     | 28.8t     | 23.0t     | 28.8t     | 28.8t     | 26.0t     |

參考資料：

#### 800番台
車體色帶顏色：藍色■、水藍色■
- 800番台列車的彩帶塗裝和東京地下鐵的05系及07系有少許差異。東京地下鐵的車輛在藍色和水藍色彩帶間會塗上白色，而800番台列車的彩帶則沒有[O 3]。

800番台是為了更換與東京地下鐵東西線相互直通運行的103系1000番台、1200番台和301系而開發的型號。800番台列車由東急車輛和川崎重工業製造，當初預訂製造8列10輛編組列車，但因為其後JR東日本削減了直通東西線的班次，故只製造了7列。全數列車均於2003年出廠，均被配屬於三鷹車輛中心（編組編號：K1－K7）。800番台列車於2003年5月1日開始營運，6月已完全取代103系和301系，成為現時JR東日本直通東西線班次的唯一列車型號。
由於上一代209系的1000番台也是為直通東京地下鐵路線（千代田線）而設計的，因此800番台列車的設計也和209系1000番台有不少共通之處。首先，為了遷就地下鐵建築界限（即台灣鐵路界所稱的淨空標準），800番台列車採用了窄身車體（闊度為2,800毫米），成為E231系中唯一採用窄身車體的型號。而車頭正面結構的設計也是沿用209系1000番台的版本。行車設備方面，除安裝了對應東京地下鐵的訊號系統（如4號車廂的連結面安裝了紅外線接收器）外，也在兩邊駕駛室設置了緊急逃生門，和在駕駛室安裝駕駛失知制動裝置（Dead Man Switch）等東京地下鐵的標準配備。另外，由於使用東西線的乘客眾多，800番台列車安裝了車外揚聲器以加快乘客上下車的效率，是JR東日本首次安裝此系統的列車（同系其他列車均只預留安裝空間）。這些都是800番台列車在E231系中獨有的裝備。
訊號系統方面，由於東西線的訊號系統與東葉高速線共通，所以理論上800番台列車可在與東西線相互直通運行的東葉高速線行駛，但因為尚未有三線相互直通運行的協議，故實際上800番台列車仍未有駛進東葉高速線的紀錄。
由於集電弓採用E231系標準的PS33B型單臂集電弓，令800番台列車能在狹窄隧道較多的高尾以西中央本線東段行駛。而川崎重工製K4編組也曾於2003年4月在鹽山至甲府段試車。
列車編組方面，根據JR東日本和東京地下鐵有關中央、總武緩行線和東西線直通運行的協議，雙方使用的車輛均需擁有3.3 km/h/s的起動加速度。因此800番台和500番台列車一樣，擁有較高的動車比例（6M4T）。
車廂設備方面，基本上和其他通勤型型號一致。不同的部分包括方向幕顯示、車廂廣播和傾側式間隔門。車頭的方向幕在所有路段均固定為「地下鐵東西線直通」，而車廂內的顯示板則只在JR路段內（包括中野站和西船橋站）顯示路線名稱為「地下鐵東西線直通」。至於顯示下一站的方式則跟其他通勤型列車一樣，並沒有加入東西線的車站編號的顯示。車廂廣播方面，則內置了JR東日本和東京地下鐵各自的車廂廣播，只在所屬路段行駛時才使用。而800番台列車在東西線內的車廂廣播和05系和07系版本的內容也有不同之處。傾側式間隔門是JR東日本首次應用的車廂間隔門技術，其後E231系的其他型號均應用這種技術。

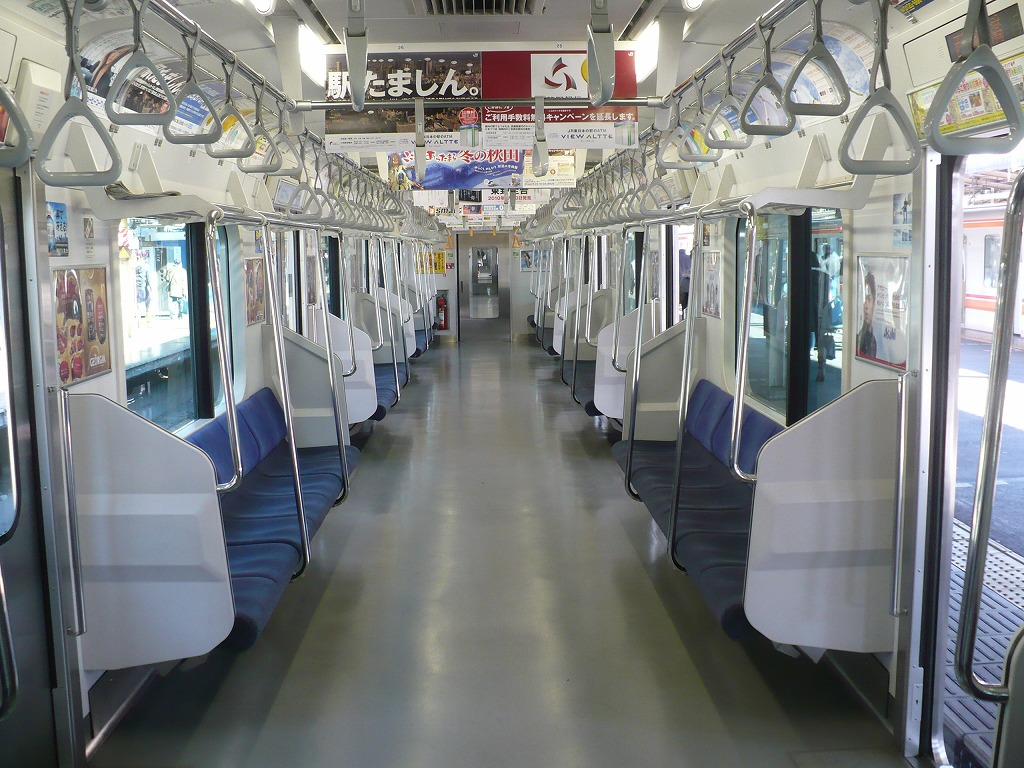
車廂環境
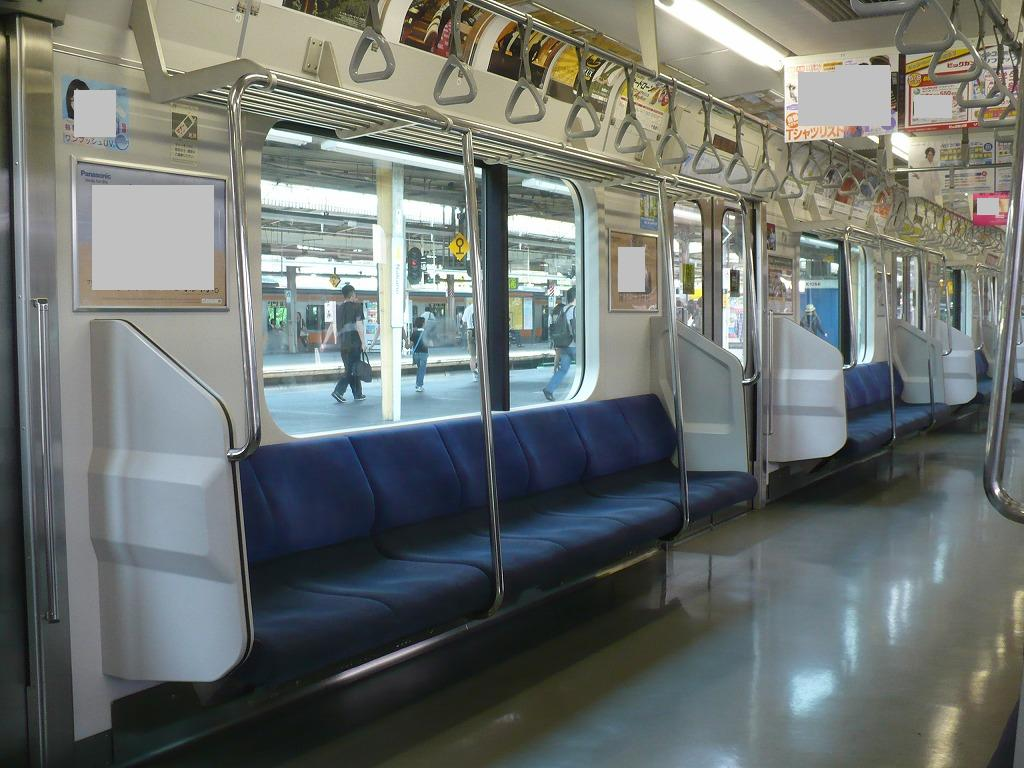
7人座位
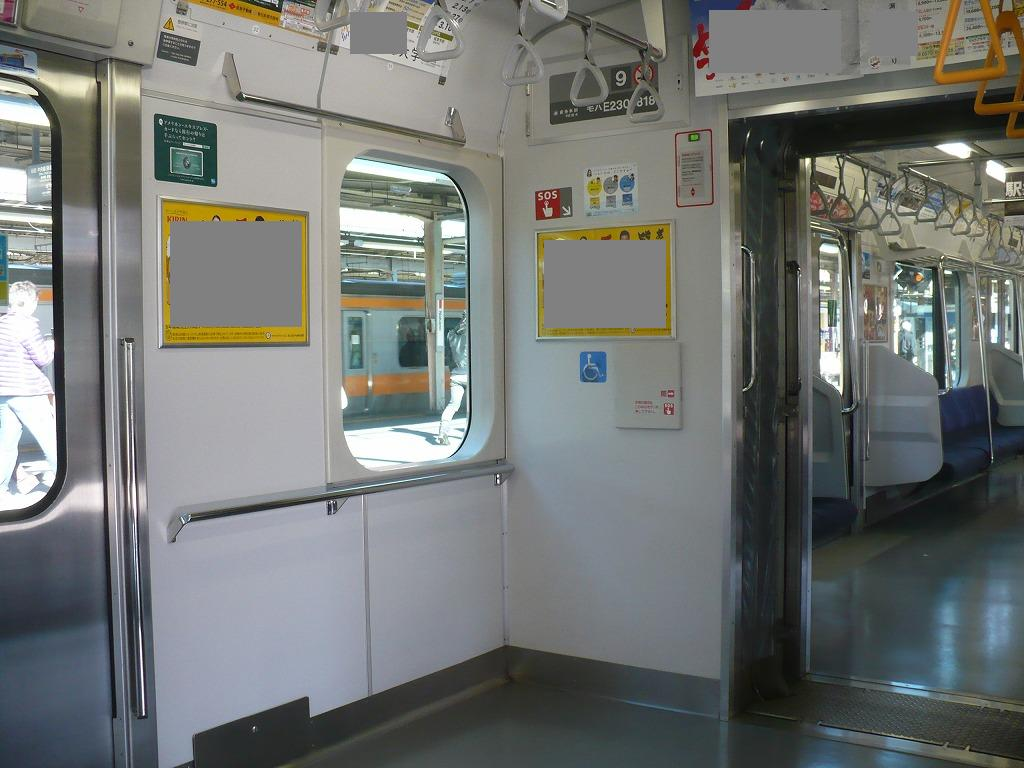
輪椅專用泊位
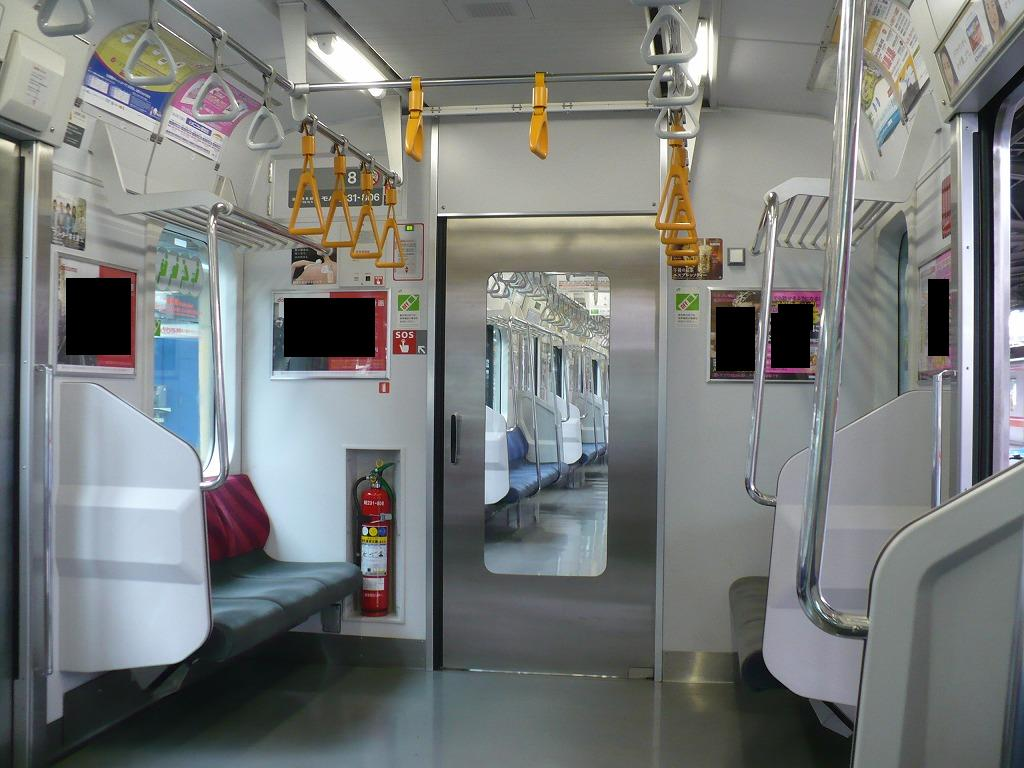
優先座位
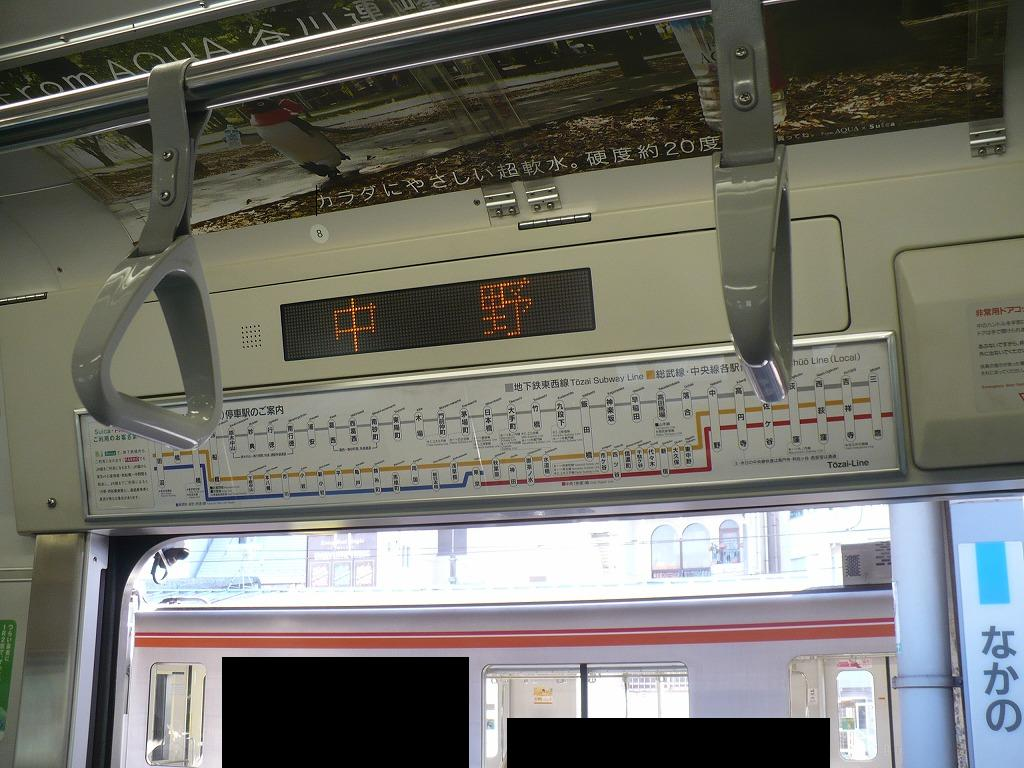
情報提供裝置
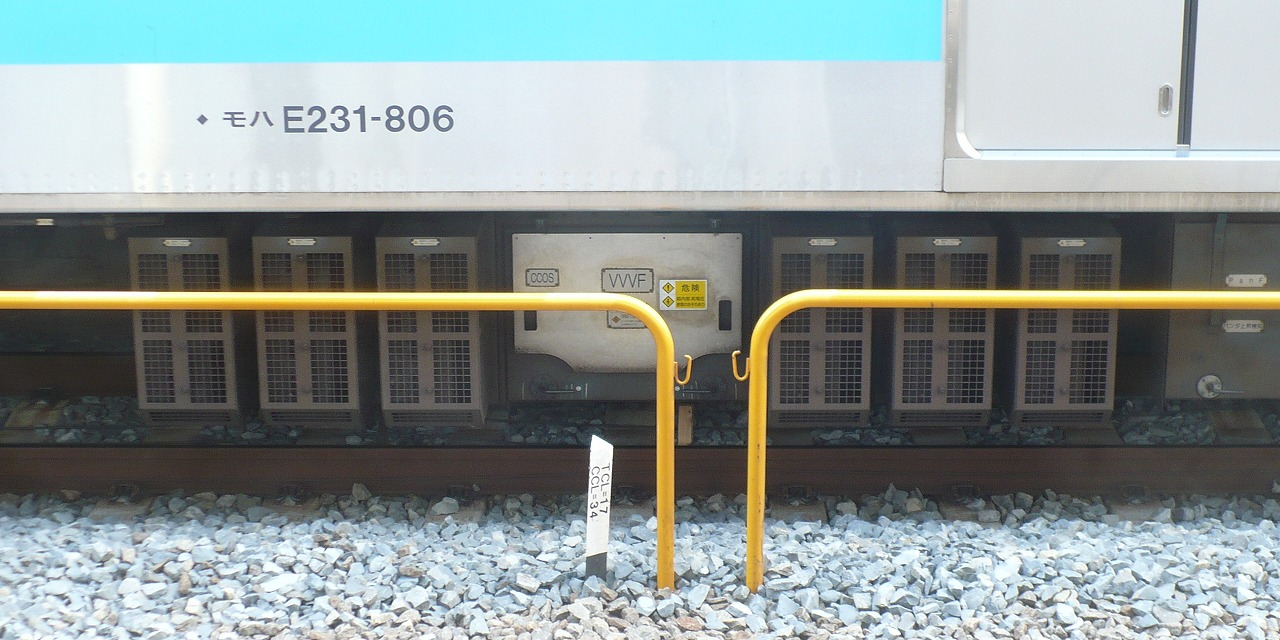
SC60C型變頻器
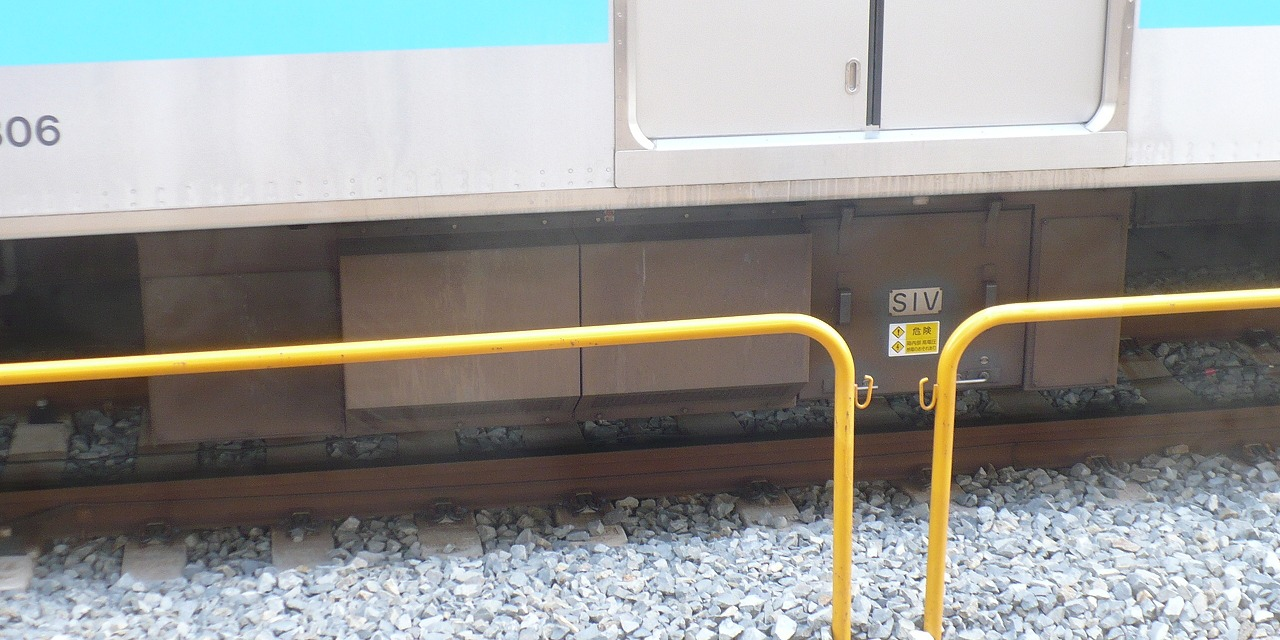
SC62A型固態整流器

編組方式
|          | （以東西線方向為準） ←津田沼、西船橋方向中野、三鷹方向→ |           |           |           |           |           |           |           |           |           |
| 車廂編號 | 1                                                       | 2         | 3         | 4         | 5         | 6         | 7         | 8         | 9         | 10        |
| 集電弓   |                                                         | >         |           |           | >         |           |           | >         |           |           |
| 番台區分 | E231 -800                                               | E231 -800 | E230 -800 | E231 -800 | E231 -800 | E230 -800 | E231 -800 | E231 -800 | E230 -800 | E230 -800 |
| 安裝機器 |                                                         | VVVF      | SIV,CP    |           | VVVF      | SIV       |           | VVVF      | SIV,CP    |           |
| 車輛重量 | 26.1t                                                   | 28.8t     | 28.6t     | 22.8t     | 28.8t     | 28.3t     | 22.6t     | 28.8t     | 28.6t     | 26.1t     |

參考資料：

### 近郊型
車體色帶顏色：湘南色（橙色■、淺綠色■）
近郊型的基本番台區分是1000番台。近郊型於2000年投產，至2007年完成生產時製造了三批合共1,255輛，是E231系中車輛數目最多，服務範圍最廣的番台區分。
首批列車是用作汰換小山電車區（現名小山車輛中心）內老化的115系列車。初期製列車於2000年6月在宇都宮線（東北本線）開始營運，主要服務普通和快速班次。2001年開始把服務範圍擴大至高崎線。同年12月1日，湘南新宿線開業後亦以本系列列車為服務的主力，令近郊型的服務範圍進一步擴大至東海道線（東海道本線東京至沼津段）和橫須賀線。2004年10月16日訂正時間表後，本系列列車全面取代115系列車。
第二批列車於2004年投產，目的是要汰換國府津車輛中心內老化的113系列車。同年7月暫時在宇都宮線和高崎線服務，10月起正式在湘南新宿線、東海道線、伊東線和御殿場線開始營運。2006年3月18日訂正時間表後，本系列列車全面取代113系列車。而替首批列車加入綠色車廂的工作也同時進行，而被取代的車輛（原有的4、5號車廂）則被編入第二批列車中（6、7號車廂，K-01編組除外）繼續服務。
第三批列車於2006年投產，目的是要取代無編入綠色車廂的211系列車（屬高崎車輛中心），以統一服務宇都宮線、高崎線的列車編組。這批列車均採用第二批車輛的技術，但編組方式則和其他小山車輛中心所屬E231系近郊型列車一樣。最後一列列車已於2007年3月出廠。
2015年3月起為配合上野東京線開業，E231系近郊型正式與E233系3000番台共通運用，部分班次更出現E233系3000番台和E231系近郊型併結的運用。

#### 與通勤型相異之處
與通勤型比較，近郊型有以下特點：
- 電動機控制器採用日立製的SC59A型二段式變頻器，其絕緣柵雙極電晶體和通勤型的最大分別之處，是電動機和控制器在低至中速域加速時的聲響音調會逐漸降低，然後急速爬升，故有「墜落インバータ」稱號。但這款變頻器的摩擦系數較低，故起動加速度略低於0番台（每秒2.3公里每小時）。
- 增大車頭正面結構，增加緩衝空間，並採用高駕駛台設計，以減低駕駛員在平交道事故所受的傷害。
- 將車頭照明燈安裝於方向幕兩側，並採用高強度氣體放電燈（HID），讓列車更容易被發現，減低發生平交道事故的機會。
- 隨著湘南新宿線和上野東京線分別在2004年和2015年正式運行後，本系列列車進一步與南北關東之間的近郊線區之間相互直通運行，為配合關東地區內多個氣候不同的縣市，當初此型號列車就已經被設計成適合於寒帶地區行駛的車輛。
  - 所有近郊型車輛均安裝半自動車門，停站時容許乘客利用按鈕自行打開車門，減少暖氣流失。2008年起，全線列車逐步安裝容許乘務員在每個車廂只打開一個車門的按鈕。
  - 基本編組和附屬編組均設有對向型座位的車廂（稱為「半對向式座位配置」）。基本編組的半對向式座位車廂設於1、2號車廂(9、10號車廂只限國府津車輛中心)，附屬編組則設於14、15號車廂。
  - 在部分車廂設有洗手間（1、6號車廂(只限小山車輛中心)、10號車廂(只限國府津車輛中心)、11號車廂）。其排泄物儲存器採用最新的真空式設計，比E217系的循環式設計更節省空間。
- 車門全面以直線電動機驅動。並和其他型號一樣，加上確保車門完全關閉的安全裝置。
- 所有普通車廂的轉向架均預留了安裝減擺器的位置。

參考資料：
自第二批車輛起，JR東日本引入在E993系試驗的技術，並對近郊型原有設計進行調整：
引入技術
- 主控台全面數碼化，速度計、壓力計等均通過列車資料管理系統顯示在新加入的屏幕上。此外，更在主控台右方安裝了一個備用屏幕，當主屏幕故障時能立即切換顯示。
- 車門加裝車門警示燈，車門關閉時會閃爍作提示。
- 車門上方的LED顯示板改為兩行式設計（情報提供裝置）。
  - 上方在行駛時顯示車門打開方向（2005年更改為交互顯示下一站名稱和車門打開方向），停站時顯示車站名稱（日語漢字和英語交替顯示）。
  - 下方則順序交替顯示運行資訊（如有）、行駛路線、禁用手提電話提示和恐怖襲擊防範措施。當列車在JR東海所屬路段（東海道本線熱海至沼津段、御殿場線）則不會顯示禁用手提電話提示和恐怖襲擊防範措施。

更改設計
- 更改基本編組中動車的位置（2、3、7、8號車廂→2、3、8、9號車廂，第三批小山所屬列車除外）。
- 更改基本編組中設有洗手間的車廂位置（1、10號車廂，第三批小山所屬列車除外），並改為設置大型無障礙洗手間。
- 基本編組中加入綠色車廂。詳細請參閱綠色車廂一段。
- 增加基本編組內半對向式座位車廂數目至4個（1、2、9、10號車廂）。
- 增加車廂自動廣播設備（初期製列車在加入綠色車廂時也補裝此設備）。
- 增加車外擴音器的預留位。
- 普通車廂的空調系統從AU725系（42,000kcal/h）換裝更強力的AU726系（50,000kcal/h）。因為這個原因，變壓器也換裝性能更佳的型號，以應付因更換空調系統而增加的電力需求。
- 吸收了2003年大邱地鐵縱火案的教訓，所有車廂之間的連接通道均安裝車門，避免火災時火勢和濃煙蔓延。
- 由於控制器發出的交流噪音干擾乘客接收電台訊號，及為簡化線路布置，由此批車輛開始後均換裝日立製SC77型變頻器。
- 2005年起由新津車輛製作所製造的列車均安裝新設計的大型（V形）排障器。其後其他列車也陸續換裝此款排障器。
- 2008年，U520和U14編組列車安裝了從退役的京濱東北線、根岸線用209系列車拆下來的超聲波月台檢測裝置進行試驗。

參考資料：

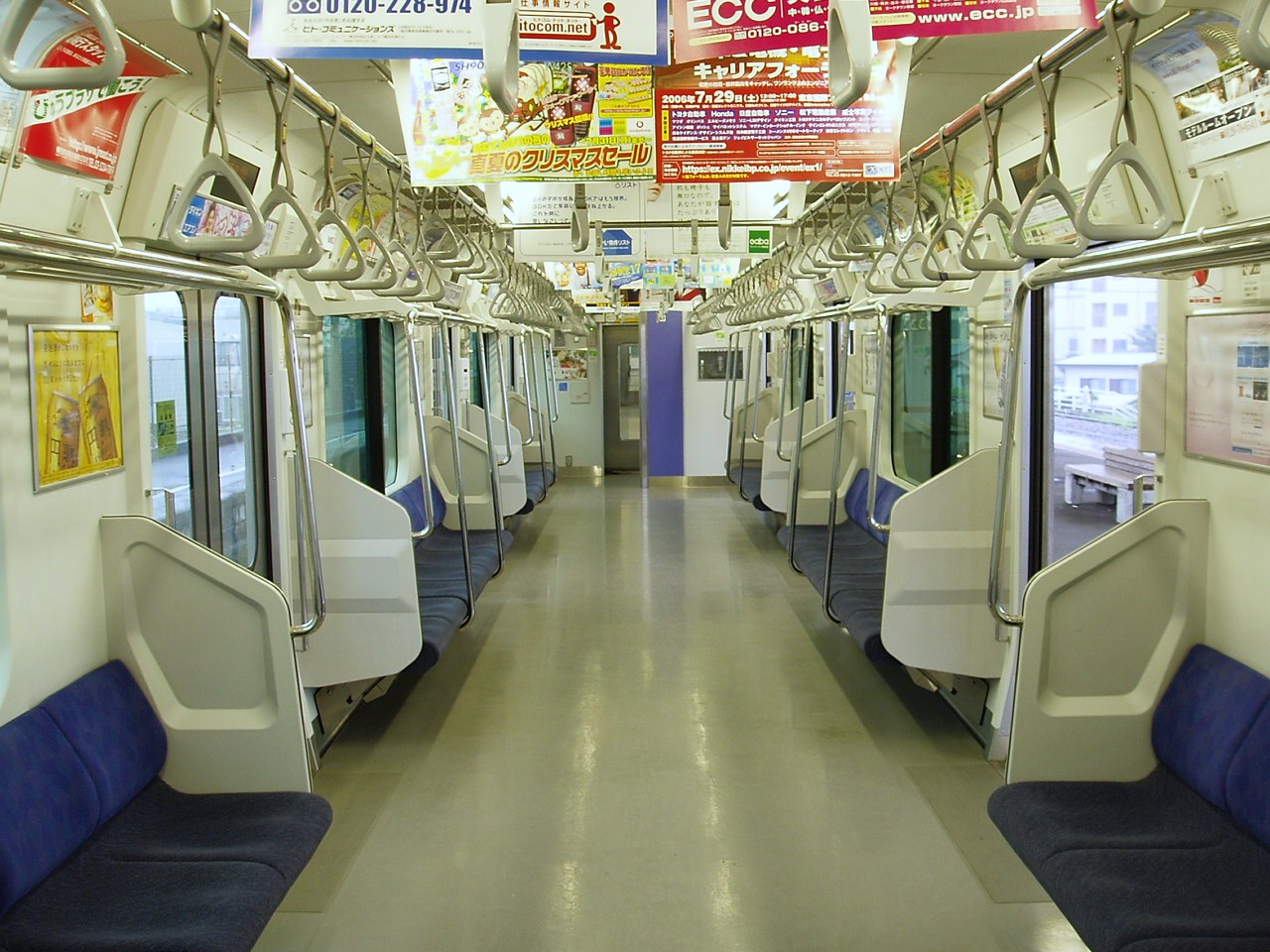
近郊型車廂（全縱向座位配置）
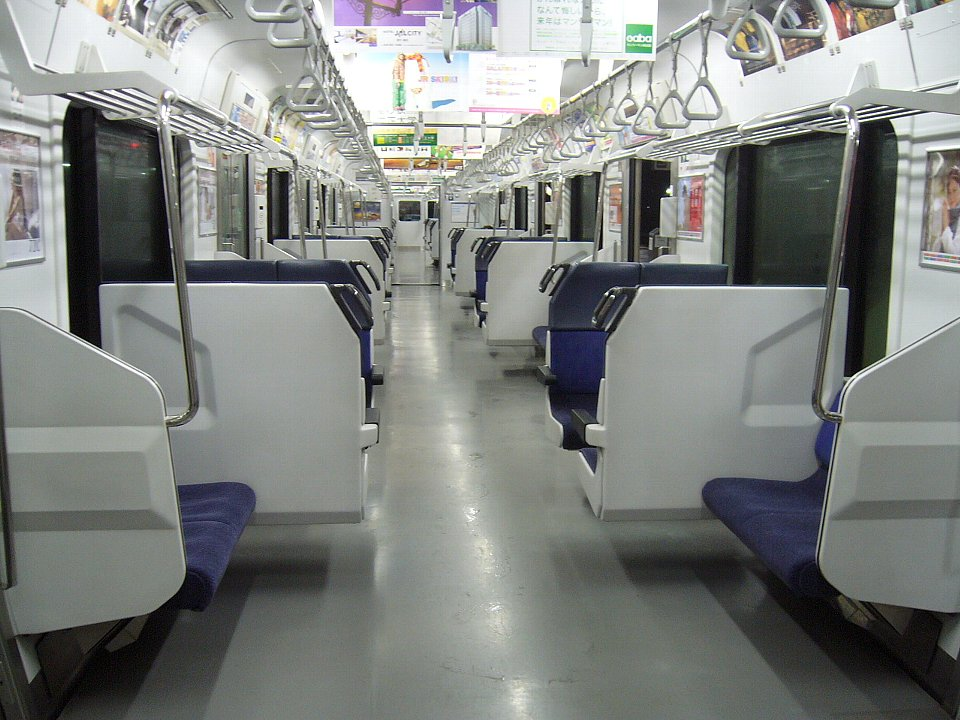
近郊型車廂（半對向式座位配置）
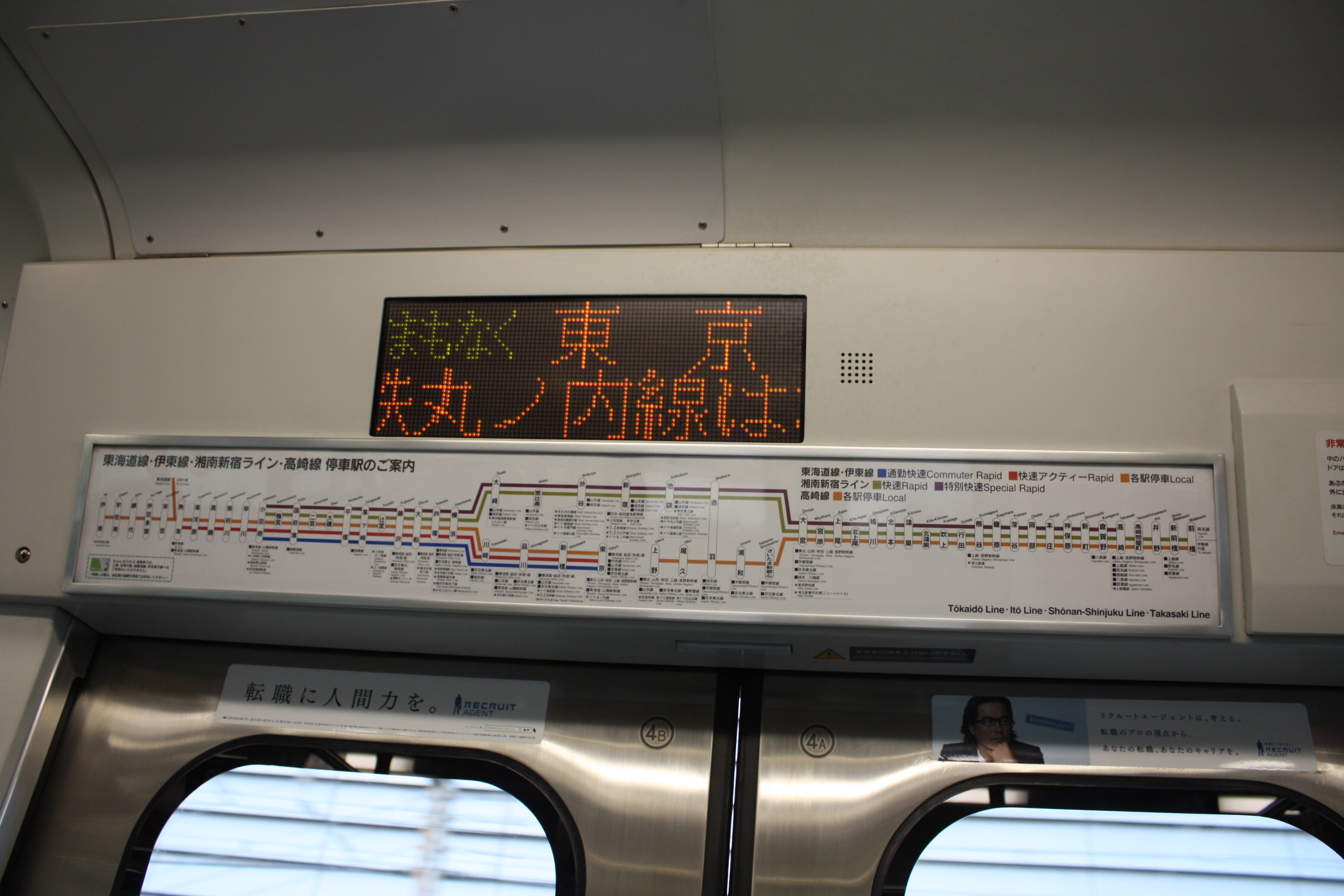
情報提供裝置
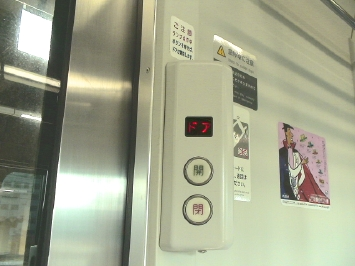
半自動車門按鈕
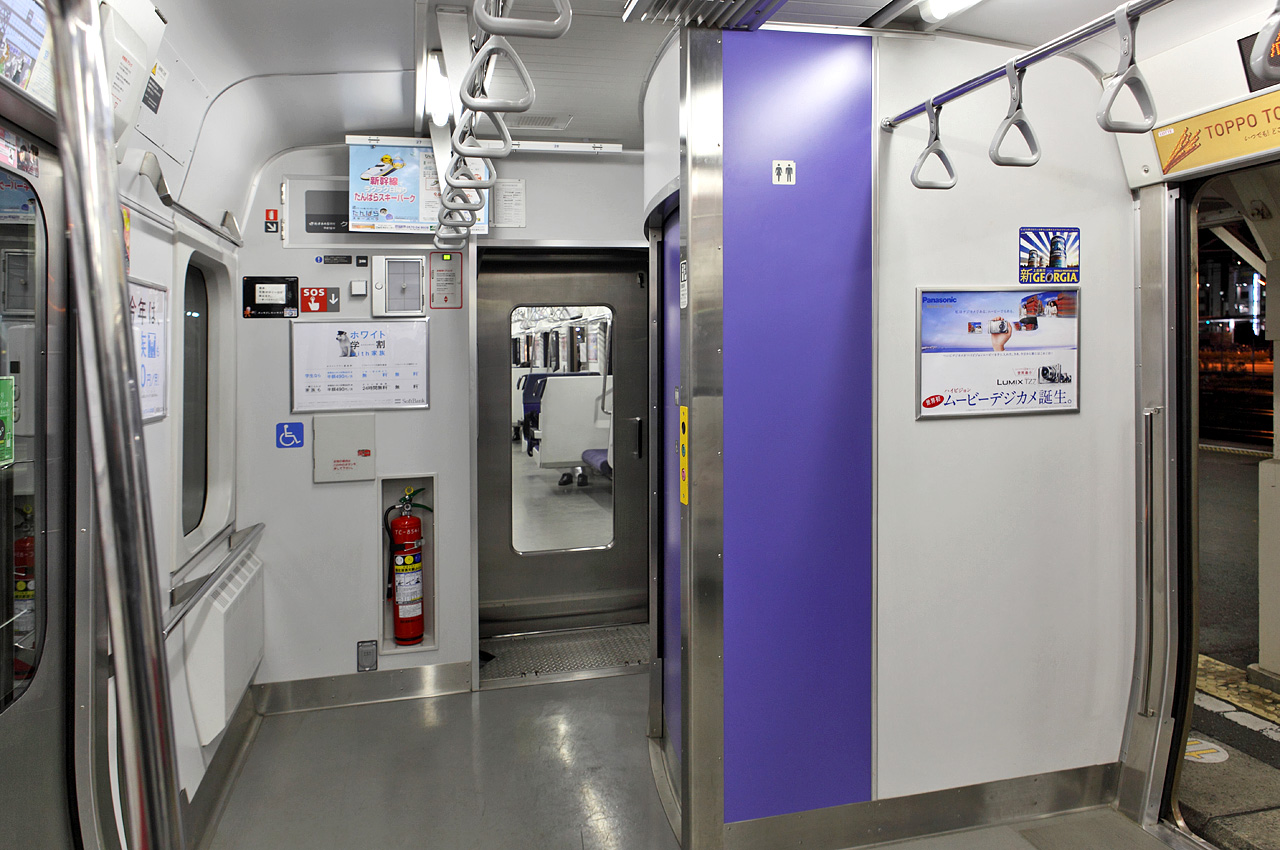
輪椅專用泊位和無障礙洗手間
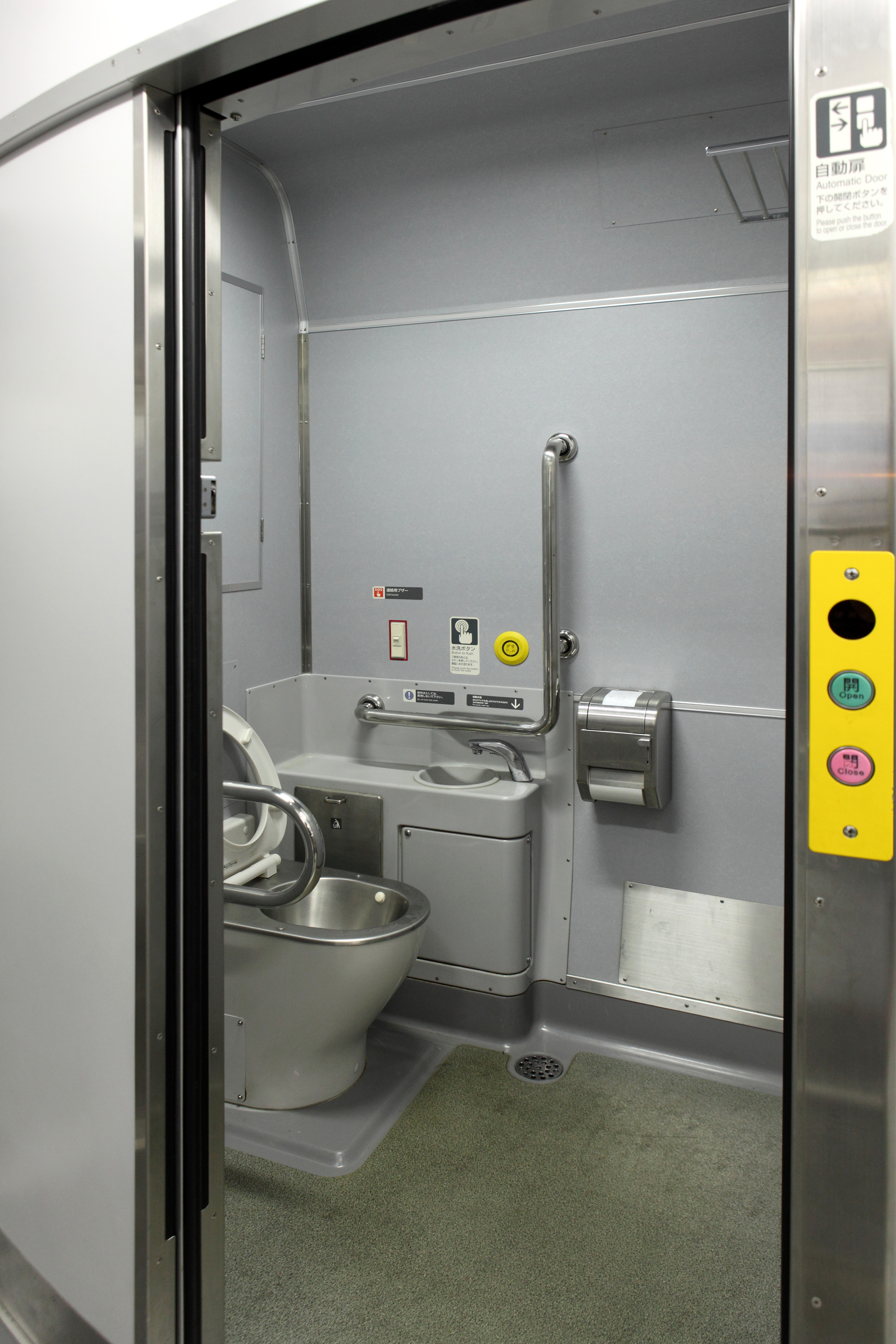
無障礙洗手間內部
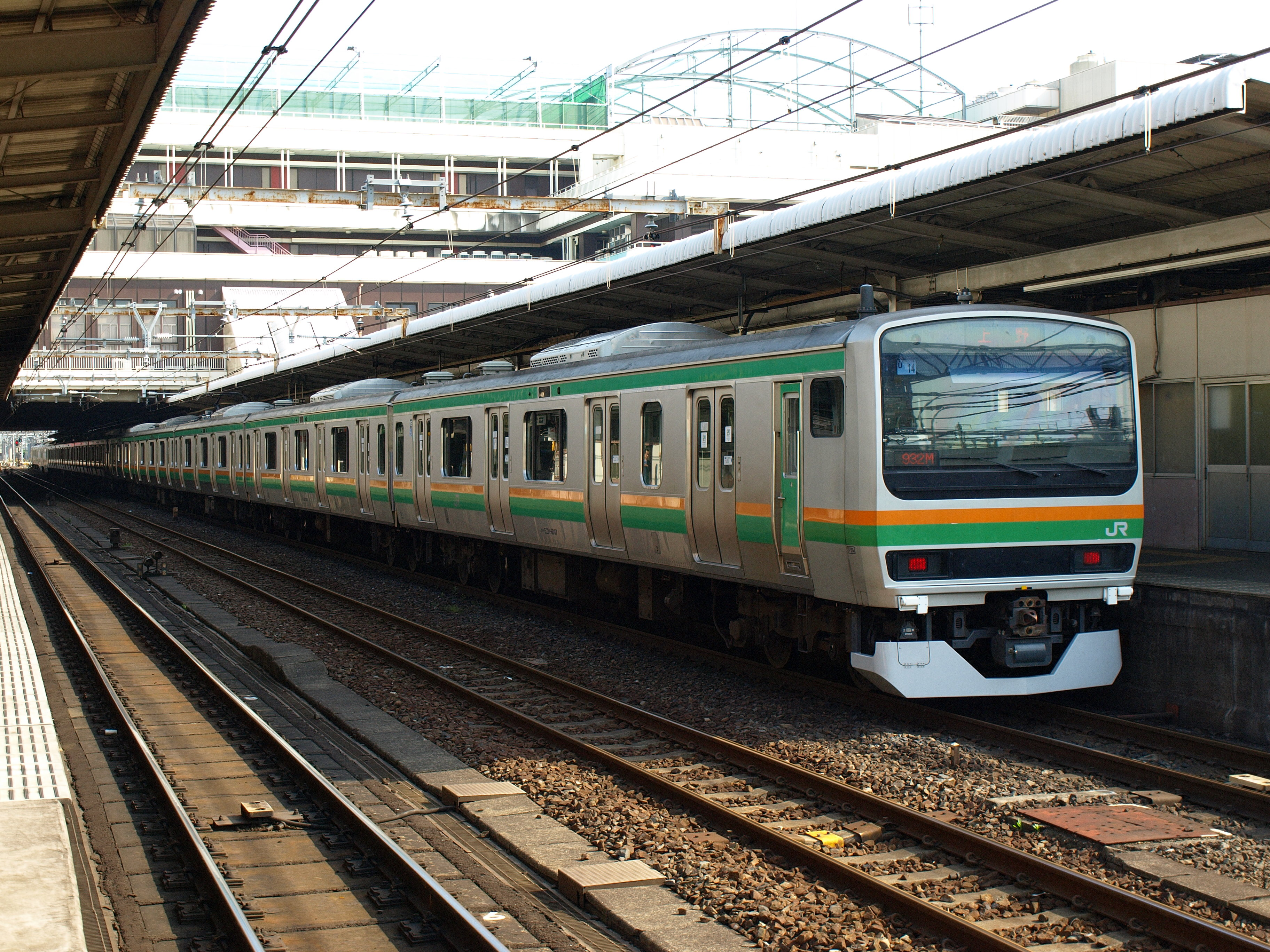
安裝了月台檢測裝置的近郊型列車

#### 所屬車輛基地及運用方式
近郊型列車現時集中於兩處進行管理。

##### 小山車輛中心
- 小山車輛中心內的近郊型列車共有三批，合共有49列10輛基本編組和35列5輛附屬編組，車輛總數為665輛。如前述，三批列車的規格有些微差別。
  - 首批車輛於2000年至2003年落成，共有41列10輛基本編組（編組編號：U501－U541）和28列5輛附屬編組（U0番台編組）。此批車輛於2015年開始進行機器更新工事，將VVVF、SIV及TIMS系統更換至全新設計的型號。
  - 第二批車輛於2006年2月至6月落成，在近郊型生產過程中屬第三批列車，共有8列10輛基本編組（編組編號：U584－U591）和7列5輛附屬編組（U100番台編組）。
  - 最後一列增備列車是U118編組（附屬編組），增備目的是要增加備用列車以用作訓練車長。此列列車於2007年3月出廠，是E231系最後一列製造的列車。
- 開始營運初期因小金井以北路段部分車站的月台長度限制，而限制只由基本編組服務該路段（附屬編組服務至小金井為止）。2006年月台延長工程完成後，湘南新宿線的橫須賀線－宇都宮線系統全線均以15輛編組（基本編組+附屬編組）列車服務。
- 部分第三批列車曾借給國府津車輛中心以解決列車不足的問題。由於需要服務JR東海的路段，因此安裝了原本不需要的ATS-SN，以對應JR東海的訊號系統。實際上也有進入這些路段的紀錄。
- 2007年8月起開始為首批列車更換為第三批車輛全面採用的新型排障器，並把優先座位範圍的吊環扶手更換為E233系的版本。整個更換於2008年春季完成。

參考資料：

##### 國府津車輛中心
- 配屬於國府津車輛中心的近郊型列車屬第二批車輛，於2004年至2006年增備。這批車輛總數為590輛，分別為42列10輛基本編組（編組編號：K-01－K-42）和34列5輛附屬編組（編組編號：S-01－S-34）。
- 部分附屬編組曾借給JR東海靜岡支社以訓練車長，而基本編組也曾以臨時列車名義駛進沼津以西的東海道本線路段。
- 2007年8月起開始為列車更換為第三批車輛全面採用的新型排障器，並把優先座位範圍的吊環扶手更換為E233系的版本。整個更換於2008年春季完成。而K-23和S-22編組及其後由新津製造的列車則在落成時已安裝新型排障器，不用更換。

參考資料：

#### 運用方式
现时國府津車輛中心、小山車輛中心共通運用
- 上野東京線系統（由北至南排列）：
  - 宇都宮線、上野東京線（东北本线）：黑磯 - 宇都宫 - 小金井 - 小山 - 大宫 - (←宇都宮線) - 上野 - (上野東京線) - 東京
  - 高崎線：高崎 - 籠原 - 熊谷 - 大宫 - (上野) - (東京) （籠原以北只使用基本編組，部分列车列車经由上越線新前橋站直通兩毛線前橋站）
  - 東海道線：東京 - 横滨 - 大船 - 平塚 - 国府津 - 小田原 - 熱海 ( - 沼津，部分國府津車輛中心派出的列车會直通至東海旅客鐵道東海道本線的沼津站)
  - 伊東線：（東京）- 熱海 - 伊東
- 湘南新宿線系統（由北至南排列）：
  - 宇都宮線（东北本线）：宇都宫 - 小金井 - 小山 - 大宫 - 赤羽
  - 高崎線：高崎 - 籠原 - 熊谷 - 大宫 - (赤羽)（籠原以北只使用基本編組，部分列车列車经由上越線新前橋站直通兩毛線前橋站）
  - 湘南新宿線（山手貨物線）：赤羽 - 池袋 - 新宿 - 澀谷 - 大崎
  - 橫須賀線（包含品鶴線）:大崎 - 武藏小杉 - 横滨 - 大船 - 鎌倉 - 逗子
  - 東海道線：横滨 - 大船 - 平塚 - 国府津 - 小田原

參考資料：

#### 綠色車廂

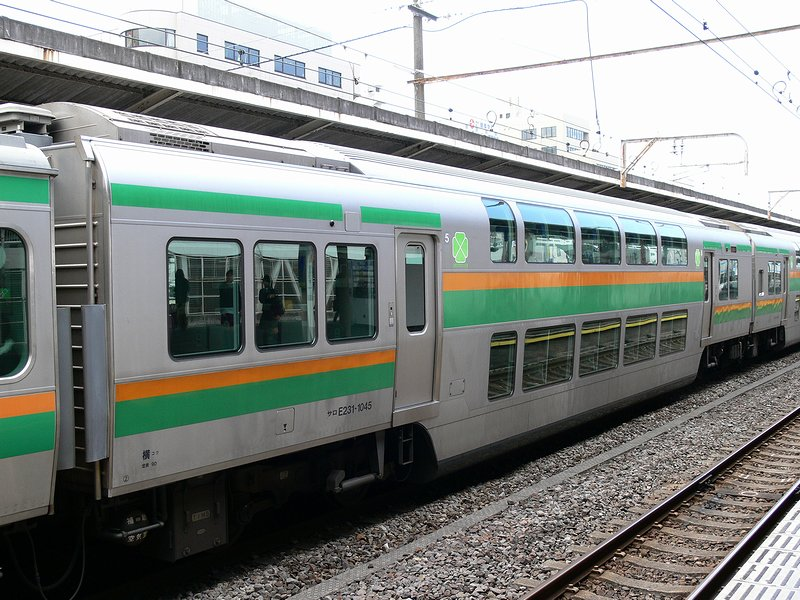
雙層綠色車廂

- 現時所有近郊型列車的基本編組中，4、5號車廂均為雙層綠色車廂。
- 首批列車初期均沒有綠色車廂，至增造第二批途中才開始陸續替首批列車加入綠色車廂。2004年10月16日訂正時間表後，湘南新宿線全線列車和上野開出的部分宇都宮線、高崎線列車設有綠色車廂。在訂正時間表前，已加入綠色車廂的列車均正常運作，而綠色車廂則被當作普通車廂般正常載客。替首批列車加入綠色車廂的工作至2005年6月完成。
- 所有綠色車廂的轉向架均安裝了車廂減擺器[B 20]。
- 所有綠色車廂均以第二批車輛的規格製造，均安裝了關門提示燈和兩行式LED顯示屏。
- 每個座位上方的天花板均安裝了Suica讀卡器，容許乘客登車後才以Suica繳付綠色車廂附加費。由於綠色車廂座位採先到先得制，因此讀卡器也有顯示座位是否被佔用的燈號[B 21]。另外，所有在綠色車廂內售賣飲料和小吃的服務員也配備了手持式讀卡器。
- 首6對綠色車廂（1001－1006）和國府津所屬K-01和K-02編組的綠色車廂均採用和其後製造列車不同的座椅，但已於2008年春季起逐漸更換。
- 部分綠色車廂則在車門安裝了閉路電視，以加強保安。

參考資料：

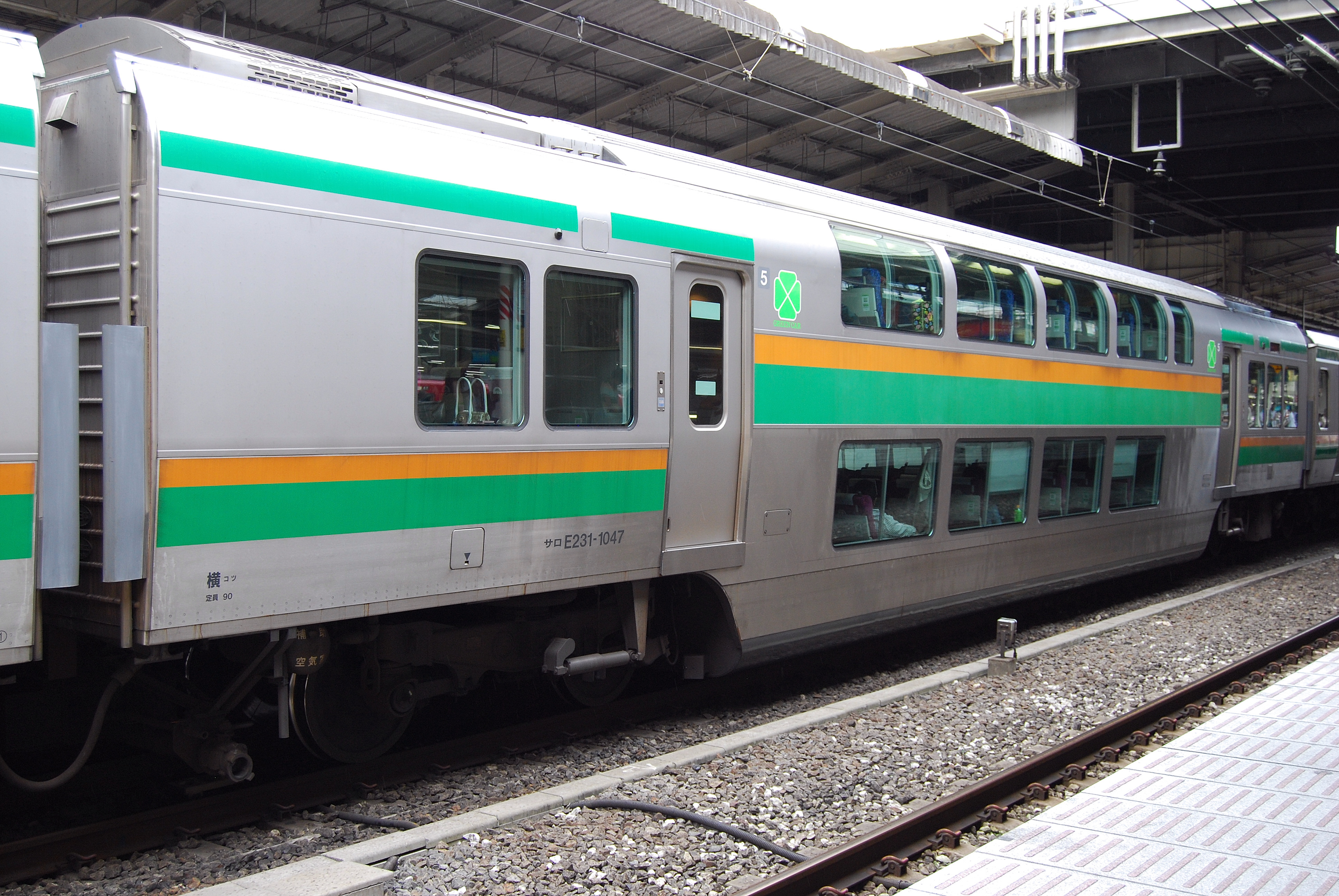
サロE231-1047
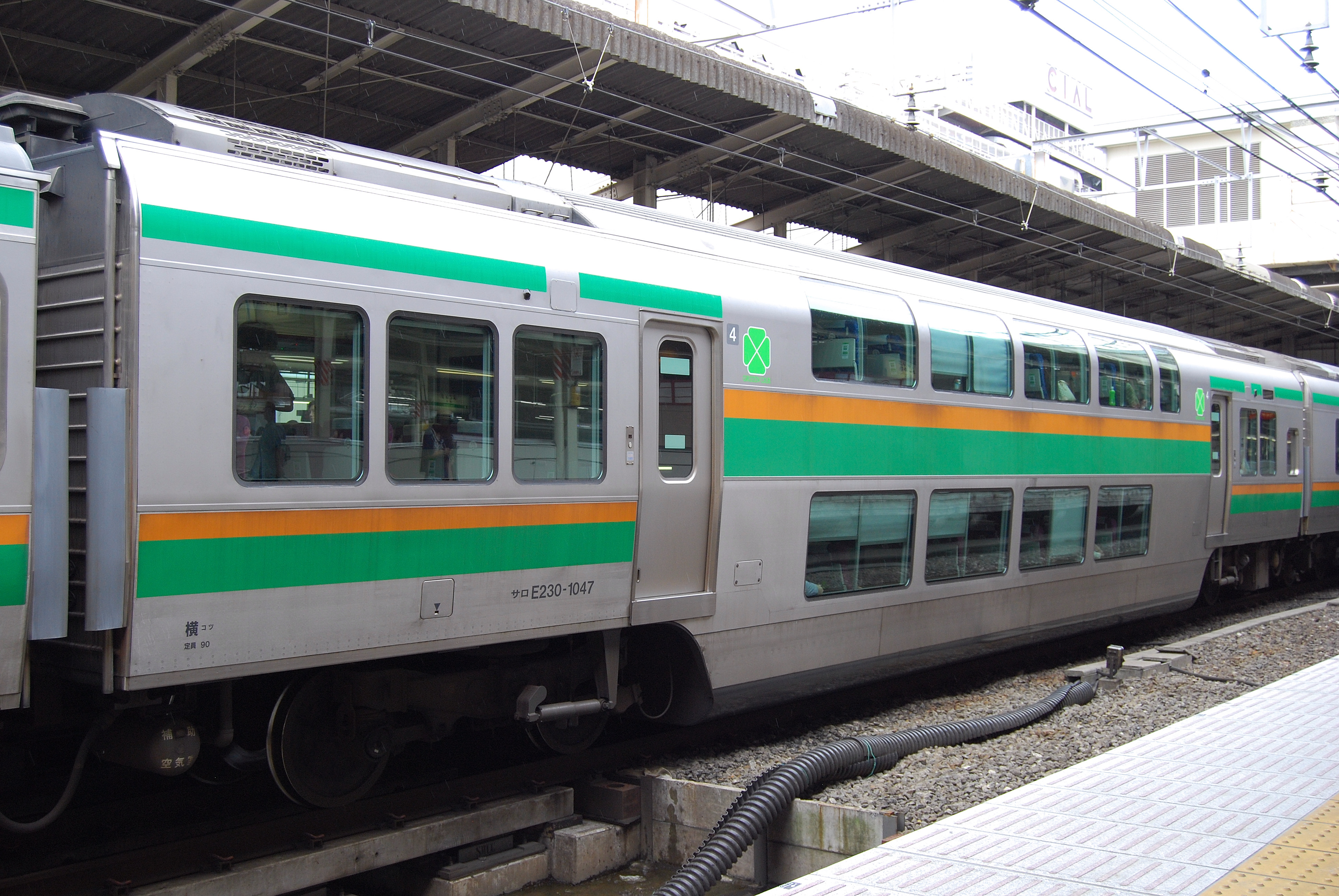
サロE230-1047
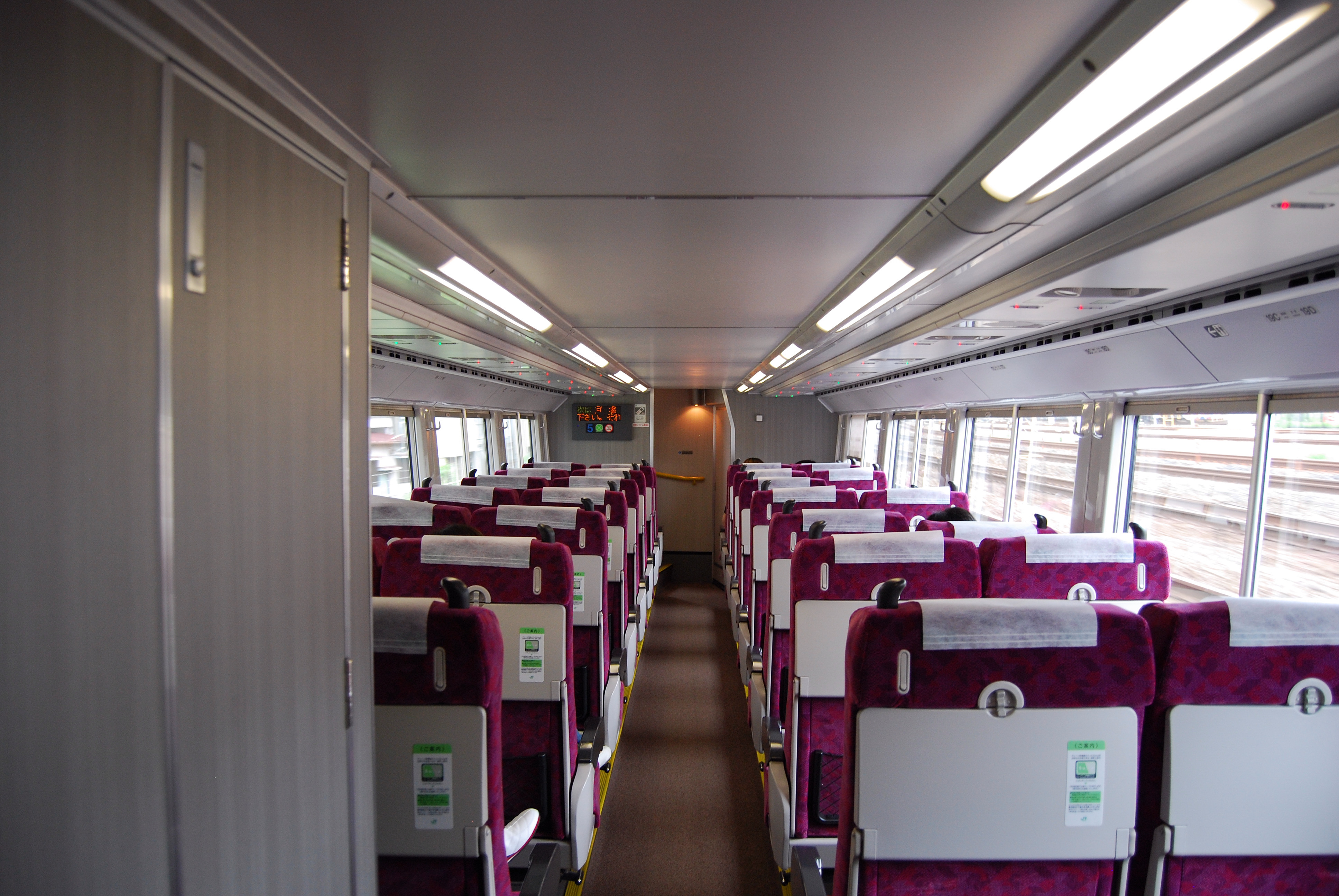
绿色车厢1层车内
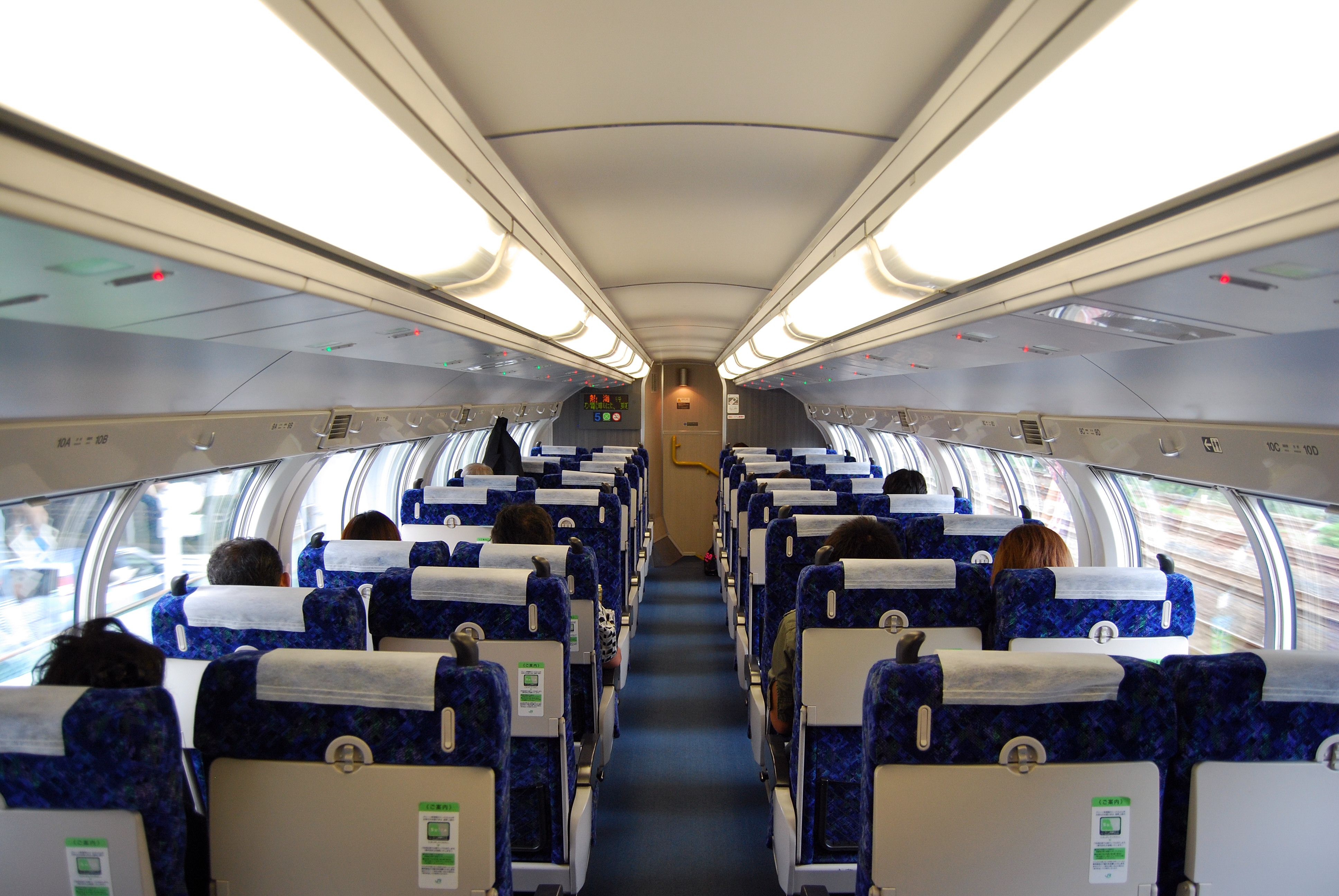
绿色车厢2层车内
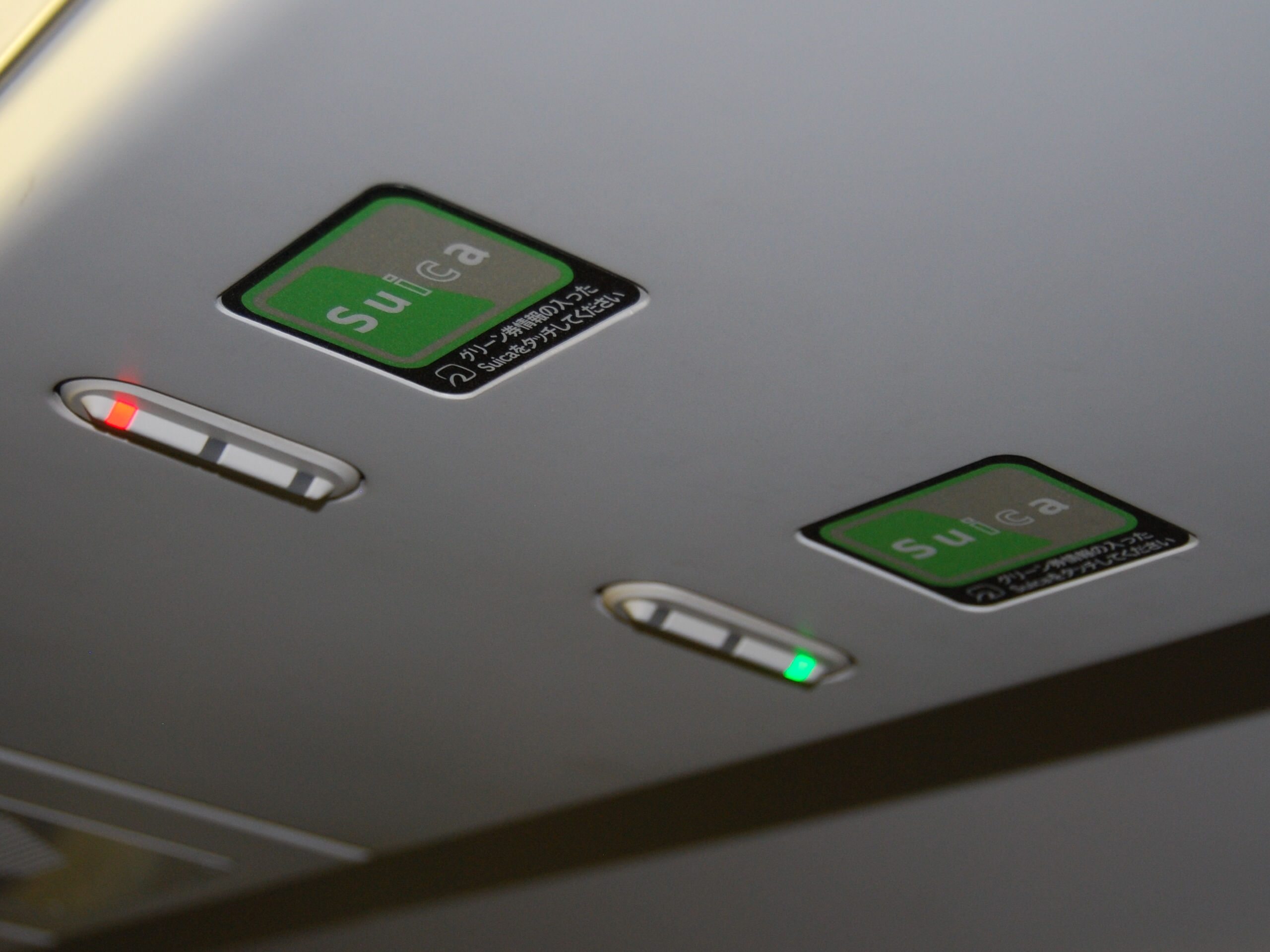
绿色车厢座位上方的天花板均安裝了Suica讀卡器
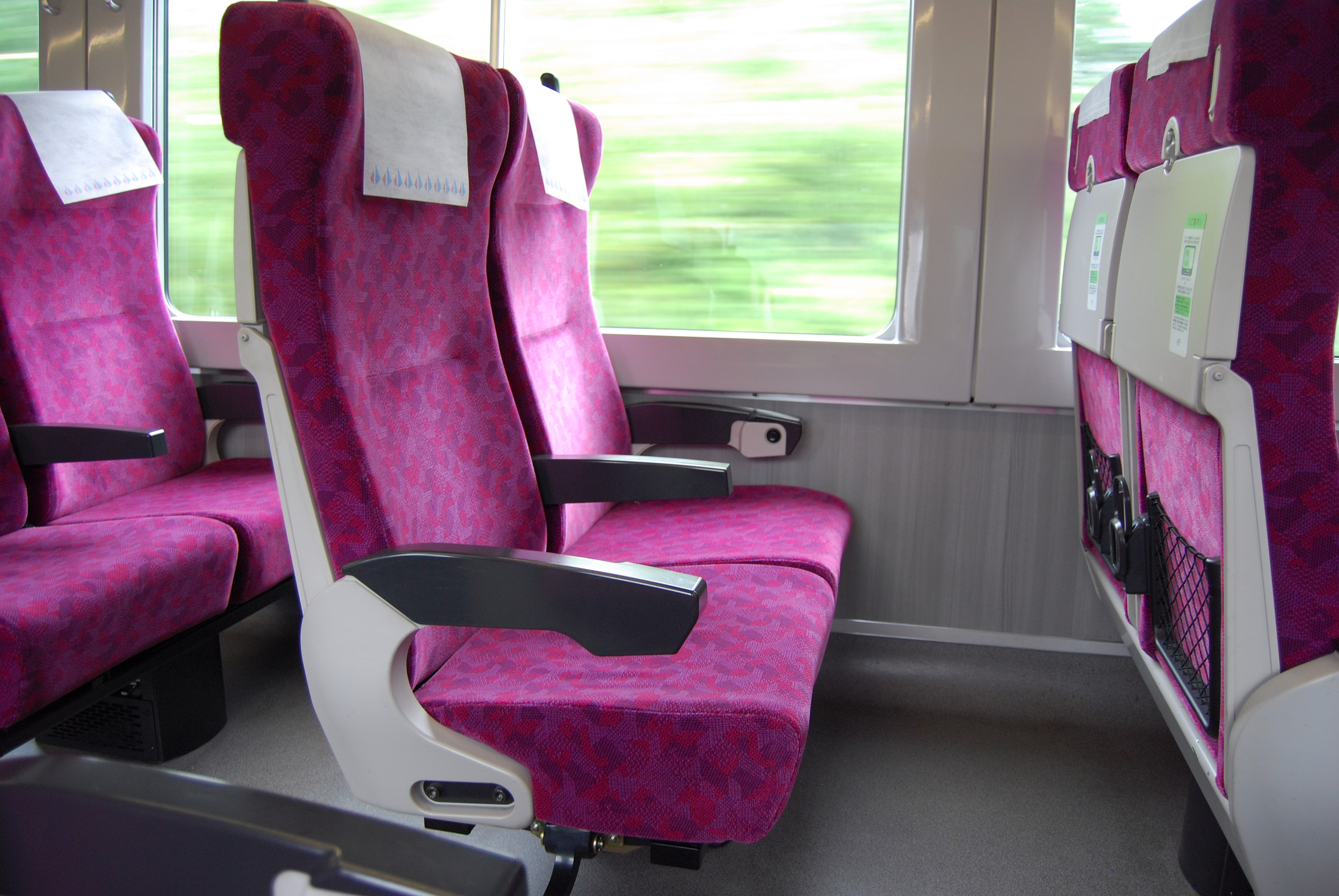
绿色车厢1层座席
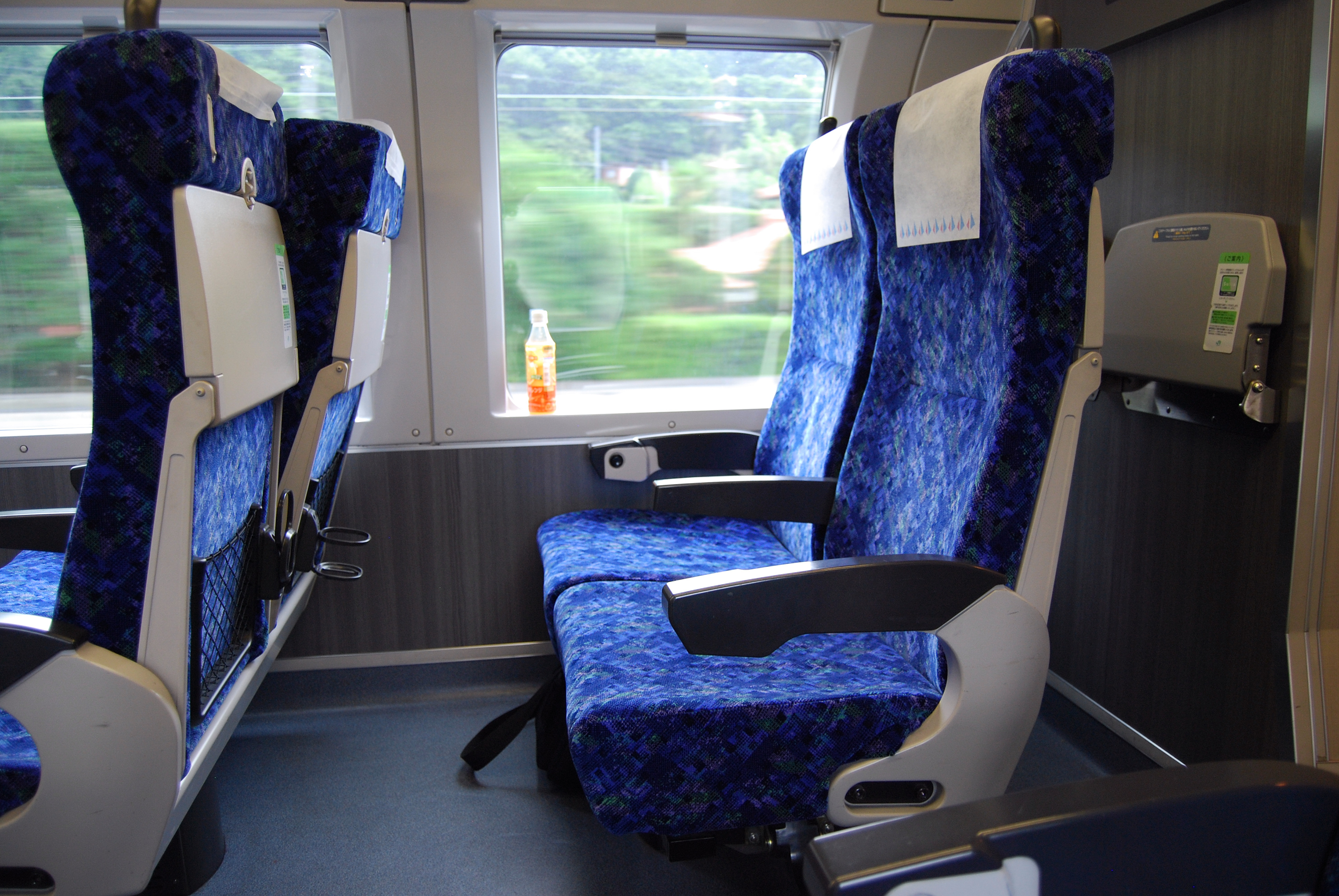
绿色车厢2层座席
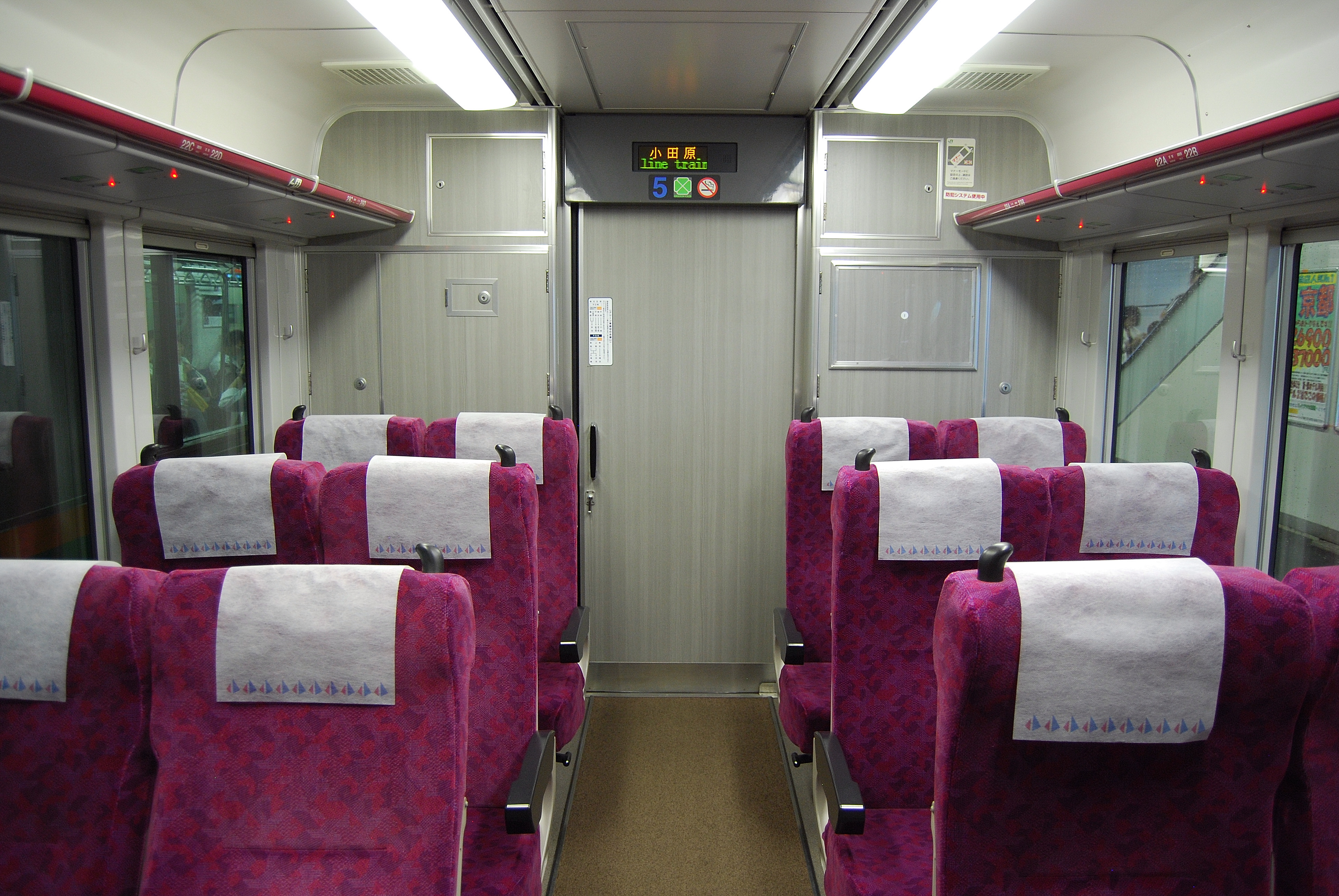
绿色车厢平层车内
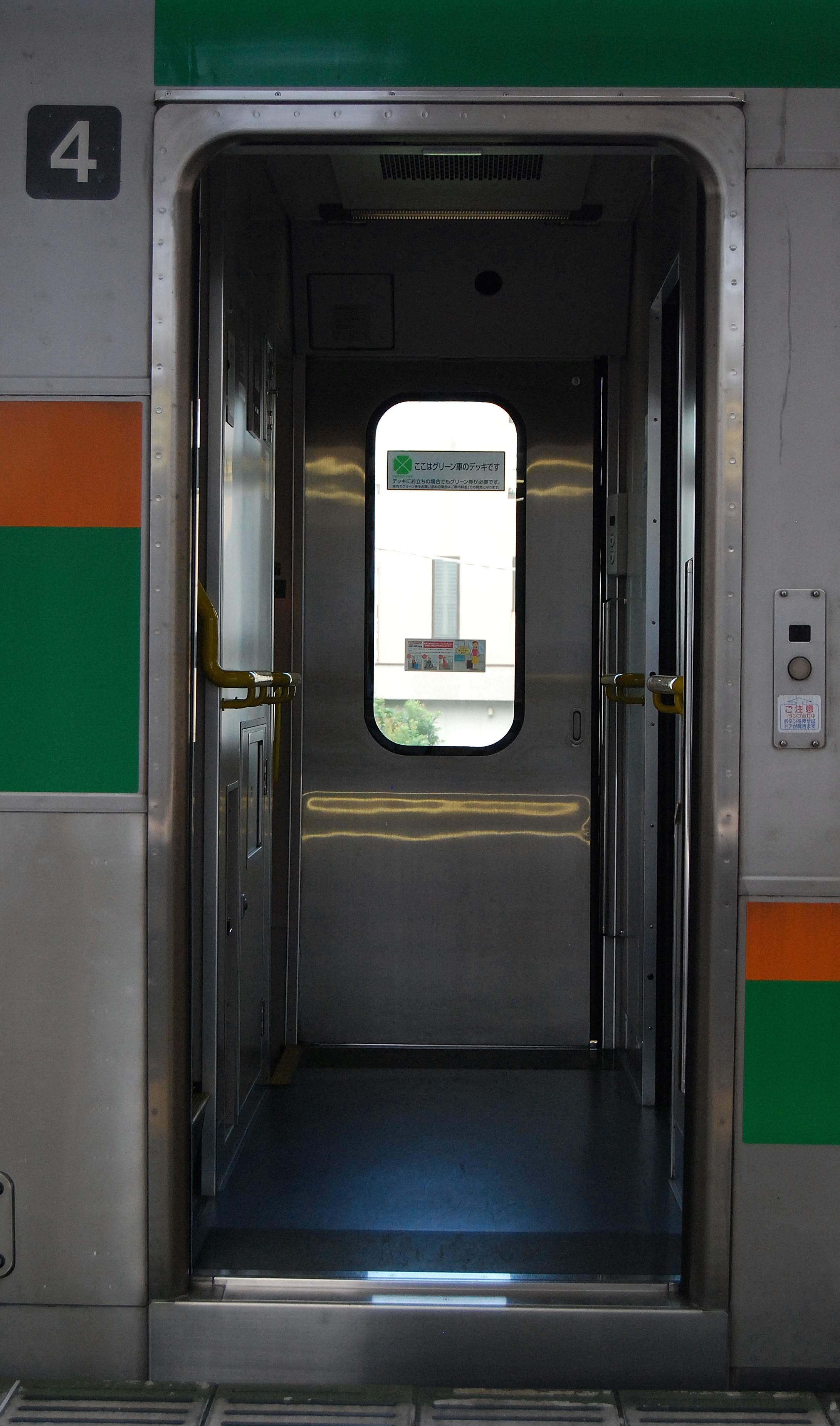
绿色车厢车门

#### 番台區分
由於初期已預定大量生產此型號，而且車廂間的設備差異也比較大，因此番台區分的規則也比較複雜。
- 近郊型基本番台（代表寒帶地區用）：1000
- 座位配置
  - 縱向座位：+0
  - 半對向式座位：+2000
- 車頭（均有衝擊力吸收結構）：+5000
- 設有洗手間的中間車廂：+5000
- 設有洗手間的E231型車頭：+500
  - E230型車頭均設有洗手間
- 同組動車（2輛一組）採用不同的座位配置：+500

對照表
| 番台區分            | 番台區分     | 番台區分 | 番台區分             | 座位配置                         | 同組動車的座位配置 設有洗手間 | 對應車廂     | 對應車廂     | 對應車廂         |
| 番台區分            | 番台區分     | 番台區分 | 番台區分             | 座位配置                         | 同組動車的座位配置 設有洗手間 | 小山所屬列車 | 小山所屬列車 | 國府津所屬列車   |
| ------------------- | ------------ | -------- | -------------------- | -------------------------------- | ----------------------------- | ------------ | ------------ | ---------------- |
|                     |              |          |                      |                                  |                               |              |              |                  |
| 寒帶 地區用 (+1000) | 車頭 (+5000) | E231型   | 6000番台             | 縱向座位 (+0)                    |                               | 10號車廂     | 10號車廂     |                  |
| 寒帶 地區用 (+1000) | 車頭 (+5000) | E231型   | 8000番台             | 半對向式座位 (+2000)             | 15號車廂                      | 15號車廂     | 15號車廂     |                  |
| 寒帶 地區用 (+1000) | 車頭 (+5000) | E231型   | 8500番台             | 半對向式座位 (+2000)             | 設有洗手間的E231型 (+500)     |              |              | 10號車廂         |
| 寒帶 地區用 (+1000) | 車頭 (+5000) | E230型   | 6000番台             | 縱向座位 (+0)                    | 設有洗手間的E230型 (+0)       | 11號車廂     | 11號車廂     | 11號車廂         |
| 寒帶 地區用 (+1000) | 車頭 (+5000) | E230型   | 8000番台             | 半對向式座位 (+2000)             | 設有洗手間的E230型 (+0)       | 1號車廂      | 1號車廂      | 1號車廂          |
| 寒帶 地區用 (+1000) |              | E231型   | 1000番台             | 縱向座位 (+0)                    |                               | 8號車廂      | 13號車廂     | 13號車廂         |
| 寒帶 地區用 (+1000) | E230型       | 7號車廂  | 1000番台             | 縱向座位 (+0)                    | 12號車廂                      | 12號車廂     |              |                  |
| 寒帶 地區用 (+1000) | E231型       | 1500番台 | 縱向座位 (+0)        | 同組動車採用不同座位配置 (+500)  | 3號車廂                       | 3號車廂      | 3號車廂      |                  |
| 寒帶 地區用 (+1000) | E230型       | 3500番台 | 半對向式座位 (+2000) | 同組動車採用不同座位配置 (+500)  | 2號車廂                       | 2號車廂      | 2號車廂      |                  |
| 寒帶 地區用 (+1000) | E231型       | 3500番台 | 半對向式座位 (+2000) | 同組動車採用不同座位配置 (+500)  |                               |              | 9號車廂      |                  |
| 寒帶 地區用 (+1000) | E230型       | 1500番台 | 縱向座位 (+0)        | 同組動車採用不同座位配置 (+500)  |                               |              | 8號車廂      |                  |
| 寒帶 地區用 (+1000) |              | E231型   | 1000番台             | 縱向座位 (+0)                    |                               | 9號車廂※1    | 9號車廂※1    | 6號車廂、7號車廂 |
| 寒帶 地區用 (+1000) | 3000番台     | E231型   | 半對向式座位 (+2000) | 14號車廂                         | 14號車廂                      | 14號車廂     |              |                  |
| 寒帶 地區用 (+1000) | 6000番台     | E231型   | 縱向座位 (+0)        | 設有洗手間的中間普通車廂 (+5000) | 6號車廂                       | 6號車廂      |              |                  |
| 寒帶 地區用 (+1000) |              | E231型   | 1000番台             | 綠色車廂                         |                               | 5號車廂      | 5號車廂      | 5號車廂          |
| 寒帶 地區用 (+1000) | E230型       | 4號車廂  | 4號車廂              | 綠色車廂                         | 4號車廂                       |              |              |                  |

※1 小山所屬列車在加入綠色車廂前，4號車廂和5號車廂均為E231型1000番台。
參考資料：

#### 編組方式
- 圖例
  - CP…空氣壓縮機、SIV…變壓器
  - 半對…半對向式座位、縱…全縱向座位、綠色…綠色車廂座位
  - [車]WC…大型無障礙洗手間（座廁）、和WC…日式洗手間（蹲廁）、洋WC…西式洗手間（座廁）、[洗]…洗手間（只設洗手盤）
  - [長]…車掌室、[業]…業務用室

小山車輛中心所屬列車
|                       |          | ←黑磯、前橋方向上野、逗子方向→ |            |            |            |            |                                                                 |                                                                 |                                                                 |                                                                 |                                                                 |
|                       |          |                                |            |            |            |            |                                                                 |                                                                 |                                                                 |                                                                 |                                                                 |
| 10輛編組 （基本編組） | 車廂編號 | 10                             | 9          | 8          | 7          | 6          | 5                                                               | 4                                                               | 3                                                               | 2                                                               | 1                                                               |
| 10輛編組 （基本編組） | 集電弓   |                                |            | >          |            |            |                                                                 |                                                                 | >                                                               |                                                                 |                                                                 |
| 10輛編組 （基本編組） | 番台區分 | E231 -6000                     | E231 -1000 | E231 -1000 | E230 -1000 | E231 -1000 | E231 -1000                                                      | E230 -1000                                                      | E231 -1500                                                      | E230 -3500                                                      | E230 -8000                                                      |
| 10輛編組 （基本編組） | 座位編排 | 縱                             | 縱         | 縱         | 縱         | 縱         | 綠色                                                            | 綠色                                                            | 縱                                                              | 半對                                                            | 半對                                                            |
| 10輛編組 （基本編組） | 其他設備 |                                |            |            |            | 和WC ※     | 洋WC、[洗]                                                      | [長]、[業]                                                      |                                                                 |                                                                 | [車]WC                                                          |
| 10輛編組 （基本編組） | 安裝機器 |                                |            | VVVF       | SIV,CP     |            |                                                                 |                                                                 | VVVF                                                            | CP,SIV                                                          |                                                                 |
| 10輛編組 （基本編組） | 載客量   | 143人                          | 162人      | 162人      | 162人      | 158人      | 90人                                                            | 90人                                                            | 162人                                                           | 162人                                                           | 138人                                                           |
| 5輛編組 （附屬編組）  | 車廂編號 | 15                             | 14         | 13         | 12         | 11         | ※：2006年增造的基本編組列車中，6號車廂的 洗手間是無障礙洗手間。 | ※：2006年增造的基本編組列車中，6號車廂的 洗手間是無障礙洗手間。 | ※：2006年增造的基本編組列車中，6號車廂的 洗手間是無障礙洗手間。 | ※：2006年增造的基本編組列車中，6號車廂的 洗手間是無障礙洗手間。 | ※：2006年增造的基本編組列車中，6號車廂的 洗手間是無障礙洗手間。 |
| 5輛編組 （附屬編組）  | 集電弓   |                                |            | >          |            |            | ※：2006年增造的基本編組列車中，6號車廂的 洗手間是無障礙洗手間。 | ※：2006年增造的基本編組列車中，6號車廂的 洗手間是無障礙洗手間。 | ※：2006年增造的基本編組列車中，6號車廂的 洗手間是無障礙洗手間。 | ※：2006年增造的基本編組列車中，6號車廂的 洗手間是無障礙洗手間。 | ※：2006年增造的基本編組列車中，6號車廂的 洗手間是無障礙洗手間。 |
| 5輛編組 （附屬編組）  | 番台區分 | E231 -8000                     | E231 -3000 | E231 -1000 | E230 -1000 | E230 -6000 | ※：2006年增造的基本編組列車中，6號車廂的 洗手間是無障礙洗手間。 | ※：2006年增造的基本編組列車中，6號車廂的 洗手間是無障礙洗手間。 | ※：2006年增造的基本編組列車中，6號車廂的 洗手間是無障礙洗手間。 | ※：2006年增造的基本編組列車中，6號車廂的 洗手間是無障礙洗手間。 | ※：2006年增造的基本編組列車中，6號車廂的 洗手間是無障礙洗手間。 |
| 5輛編組 （附屬編組）  | 座位編排 | 半對                           | 半對       | 縱         | 縱         | 縱         | ※：2006年增造的基本編組列車中，6號車廂的 洗手間是無障礙洗手間。 | ※：2006年增造的基本編組列車中，6號車廂的 洗手間是無障礙洗手間。 | ※：2006年增造的基本編組列車中，6號車廂的 洗手間是無障礙洗手間。 | ※：2006年增造的基本編組列車中，6號車廂的 洗手間是無障礙洗手間。 | ※：2006年增造的基本編組列車中，6號車廂的 洗手間是無障礙洗手間。 |
| 5輛編組 （附屬編組）  | 其他設備 |                                |            |            |            | [車]WC     | ※：2006年增造的基本編組列車中，6號車廂的 洗手間是無障礙洗手間。 | ※：2006年增造的基本編組列車中，6號車廂的 洗手間是無障礙洗手間。 | ※：2006年增造的基本編組列車中，6號車廂的 洗手間是無障礙洗手間。 | ※：2006年增造的基本編組列車中，6號車廂的 洗手間是無障礙洗手間。 | ※：2006年增造的基本編組列車中，6號車廂的 洗手間是無障礙洗手間。 |
| 5輛編組 （附屬編組）  | 安裝機器 |                                |            | VVVF       | CP,SIV     |            | ※：2006年增造的基本編組列車中，6號車廂的 洗手間是無障礙洗手間。 | ※：2006年增造的基本編組列車中，6號車廂的 洗手間是無障礙洗手間。 | ※：2006年增造的基本編組列車中，6號車廂的 洗手間是無障礙洗手間。 | ※：2006年增造的基本編組列車中，6號車廂的 洗手間是無障礙洗手間。 | ※：2006年增造的基本編組列車中，6號車廂的 洗手間是無障礙洗手間。 |
| 5輛編組 （附屬編組）  | 載客量   | 143人                          | 162人      | 162人      | 162人      | 138人      | ※：2006年增造的基本編組列車中，6號車廂的 洗手間是無障礙洗手間。 | ※：2006年增造的基本編組列車中，6號車廂的 洗手間是無障礙洗手間。 | ※：2006年增造的基本編組列車中，6號車廂的 洗手間是無障礙洗手間。 | ※：2006年增造的基本編組列車中，6號車廂的 洗手間是無障礙洗手間。 | ※：2006年增造的基本編組列車中，6號車廂的 洗手間是無障礙洗手間。 |

國府津車輛中心所屬列車
|                       |          | ←前橋、東京方向上野、熱海方向→ |            |            |            |            |            |            |            |            |            |
|                       |          |                                |            |            |            |            |            |            |            |            |            |
| 10輛編組 （基本編組） | 車廂編號 | 10                             | 9          | 8          | 7          | 6          | 5          | 4          | 3          | 2          | 1          |
| 10輛編組 （基本編組） | 集電弓   |                                | >          |            |            |            |            |            | >          |            |            |
| 10輛編組 （基本編組） | 番台區分 | E231 -8500                     | E231 -3500 | E230 -1500 | E231 -1000 | E231 -1000 | E231 -1000 | E230 -1000 | E231 -1500 | E230 -3500 | E230 -8000 |
| 10輛編組 （基本編組） | 座位編排 | 半對                           | 半對       | 縱         | 縱         | 縱         | 綠色       | 綠色       | 縱         | 半對       | 半對       |
| 10輛編組 （基本編組） | 其他設備 | [車]WC                         |            |            |            |            | 洋WC、[洗] | [長]、[業] |            |            | [車]WC     |
| 10輛編組 （基本編組） | 安裝機器 |                                |            | VVVF       | SIV,CP     |            |            |            | VVVF       | CP,SIV     |            |
| 10輛編組 （基本編組） | 載客量   | 138人                          | 162人      | 162人      | 162人      | 162人      | 90人       | 90人       | 162人      | 162人      | 138人      |
| 10輛編組 （基本編組） | 車輛重量 | 27.9t                          | 29.4t      | 29.3t      | 23.0t      | 23.0t      | 36.1t      | 35.4t      | 28.8t      | 29.9t      | 27.8t      |
| 5輛編組 （附屬編組）  | 車廂編號 | 15                             | 14         | 13         | 12         | 11         |            |            |            |            |            |
| 5輛編組 （附屬編組）  | 集電弓   |                                |            | >          |            |            |            |            |            |            |            |
| 5輛編組 （附屬編組）  | 番台區分 | E231 -8000                     | E231 -3000 | E231 -1000 | E230 -1000 | E230 -6000 |            |            |            |            |            |
| 5輛編組 （附屬編組）  | 座位編排 | 半對                           | 半對       | 縱         | 縱         | 縱         |            |            |            |            |            |
| 5輛編組 （附屬編組）  | 其他設備 |                                |            |            |            | [車]WC     |            |            |            |            |            |
| 5輛編組 （附屬編組）  | 安裝機器 |                                |            | VVVF       | CP,SIV     |            |            |            |            |            |            |
| 5輛編組 （附屬編組）  | 載客量   | 143人                          | 162人      | 162人      | 162人      | 138人      |            |            |            |            |            |
| 5輛編組 （附屬編組）  | 車輛重量 | 26.8t                          | 23.5t      | 28.8t      | 29.3t      | 27.6t      |            |            |            |            |            |

（參考）加入綠色車廂前的小山車輛中心所屬列車
|                       |          | ←黑磯、前橋方向上野、新宿方向→ |            |            |            |            |            |            |            |            |            |
|                       |          |                                |            |            |            |            |            |            |            |            |            |
| 10輛編組 （基本編組） | 車廂編號 | 10                             | 9          | 8          | 7          | 6          | 5          | 4          | 3          | 2          | 1          |
| 10輛編組 （基本編組） | 集電弓   |                                |            | >          |            |            |            |            | >          |            |            |
| 10輛編組 （基本編組） | 番台區分 | E231 -6000                     | E231 -1000 | E231 -1000 | E230 -1000 | E231 -6000 | E231 -1000 | E231 -1000 | E231 -1500 | E230 -3500 | E230 -8000 |
| 10輛編組 （基本編組） | 座位編排 | 縱                             | 縱         | 縱         | 縱         | 縱         | 縱         | 縱         | 縱         | 半對       | 半對       |
| 10輛編組 （基本編組） | 其他設備 |                                |            |            |            | 和WC       |            |            |            |            | [車]WC     |

- 附屬編組與現時編組方式相同。

參考資料：

## 外部連結
- JR東日本車輛圖鑑－E231系 （页面存档备份，存于）（日語）

1. ↑  . akkiの鉄道旅行記. 2019-09-21. （原始内容存档于2020-09-29） （日语）.
2. ↑  .   [2020-08-04]. （原始内容存档于2022-04-15）.
3. ↑  E231-901與E230-902於2020年12月11日退役廢車
4. 1 2  . Yahoo!ニュース.   [2021-04-12]. （原始内容存档于2021-04-12） （日语）.
5. 1 2  . 乗りものニュース.   [2021-04-12]. （原始内容存档于2021-05-01） （日语）.
6. ↑  . www.naritaline.com.   [2021-04-13]. （原始内容存档于2021-04-22）.
7. 1 2  成田線活性化推進協議会、東日本旅客鉄道株式会社千葉支社、東日本旅客鉄道株式会社東京支社.  (PDF). 2021-03-30  [2021-04-13]. （原始内容 (PDF)存档于2021-04-11） （日语）.
8. ↑  Co.Ltd, Gaiax. . tabica.jp.   [2021-04-13]. （原始内容存档于2021-04-13） （日语）.
9. ↑  . akkiの鉄道旅行記. 2020-01-21  [2021-02-16]. （原始内容存档于2021-03-02） （日语）.
10. ↑  . japan-railway.com.   [2021-02-20]. （原始内容存档于2021-02-26）.
11. ↑  . 鉄道新聞. 2020年1月10日 17:26 （日语）.